# Bangladés
Bangladés (grafía adoptada por la RAE y la UE) o Bangladesh (en bengalí: বাংলাদেশ; grafía adoptada por la ONU) cuyo nombre oficial en español es República Popular de Bangladés (গণপ্রজাতন্ত্রী বাংলাদেশ, tr. Gônoprojatontri Bangladêš) es un país soberano ubicado en Asia del Sur. Su territorio se encuentra rodeado casi por completo por la India, a excepción de una pequeña franja al sureste donde limita con Birmania. Geográficamente, el país se sitúa en el terreno fértil del delta del Ganges, por lo que está sujeto a las inundaciones anuales provocadas por los monzones y los ciclones. Junto con la provincia india de Bengala Occidental, constituye la región etnolingüística de Bengala. De hecho, en bengalí, el nombre «Bangladesh» significa «país de Bengala».
Sus fronteras actuales se establecieron con la segunda partición de Bengala en 1947, cuando la región se convirtió en la parte este del recién formado Pakistán. Sin embargo, se encontraba separada de la parte oeste por 1600 km de territorio indio. En 1971, la discriminación política y lingüística, así como el abandono económico, trajeron consigo una serie de conflictos con Pakistán, lo que condujo a la guerra de independencia y al establecimiento de Bangladés como una nación autónoma. Después de la independencia, el nuevo Estado sufrió de hambrunas, desastres naturales y pobreza generalizada, así como agitación política y golpes militares. La restauración de la democracia en 1991 fue seguida por una relativa calma y un lento progreso económico.
Bangladés es el octavo país más poblado del mundo y el primero más densamente poblado si exceptuamos algunos micro-Estados. Su tasa de pobreza es muy alta; sin embargo, desde 1975 su PIB per cápita se ha duplicado y la tasa de pobreza ha caído en un 20 % desde comienzos de la década de 1990. Así, el país figura entre las economías de los «próximos once». Daca, la capital, y otros centros urbanos forman parte de la fuerza impulsora que ha posibilitado este crecimiento.
El sistema político bangladesí es una democracia parlamentaria. A su vez, es miembro de la Mancomunidad de Naciones, la OCI, ASACR, y el D-8. Según el Banco Mundial, el país ha progresado significativamente en materia de desarrollo humano, en las áreas de la alfabetización, la equidad de género en la educación y la reducción del crecimiento de la población. Sin embargo, aún enfrenta una serie de desafíos importantes, incluyendo la corrupción generalizada en la política y en la burocracia, la competencia económica en relación con el resto del mundo, la sobrepoblación, la pobreza generalizada, el desigual reparto de las tierras y el peligro creciente de una crisis hidrológica provocada por el cambio climático.
Se independizó de Pakistán el 16 de diciembre de 1971.

## Etimología
El vocablo «Bangladesh» (Bangladés, según la Ortografía de la RAE) es un compuesto entre el bengalí, bānglā: «nativo o perteneciente a Bengala» y desh, del sánscrito deśha, «país».
Bangla es una palabra de origen áustrico y era el nombre de una tribu drávida, conocida como Bonga, la cual dio origen al reino Vanga, en el Ganges inferior. El nombre bonga, de etimología desconocida, designaba a una divinidad solar.
La tradición islámica atribuye el nombre a un tal Bang, descendiente de Noé y primer poblador del país.
Bengalí, como nombre de un pueblo, aparece por primera vez a principios del siglo VII, mientras que Bangladés, con la forma Vangaladesa, en el XI. A partir de la creación del Sultanato de Bengala, el término se aplicó al territorio al este del Ganges y fue adoptado por los portugueses con la forma Bengala.

## Historia

### Antes delsigloXX

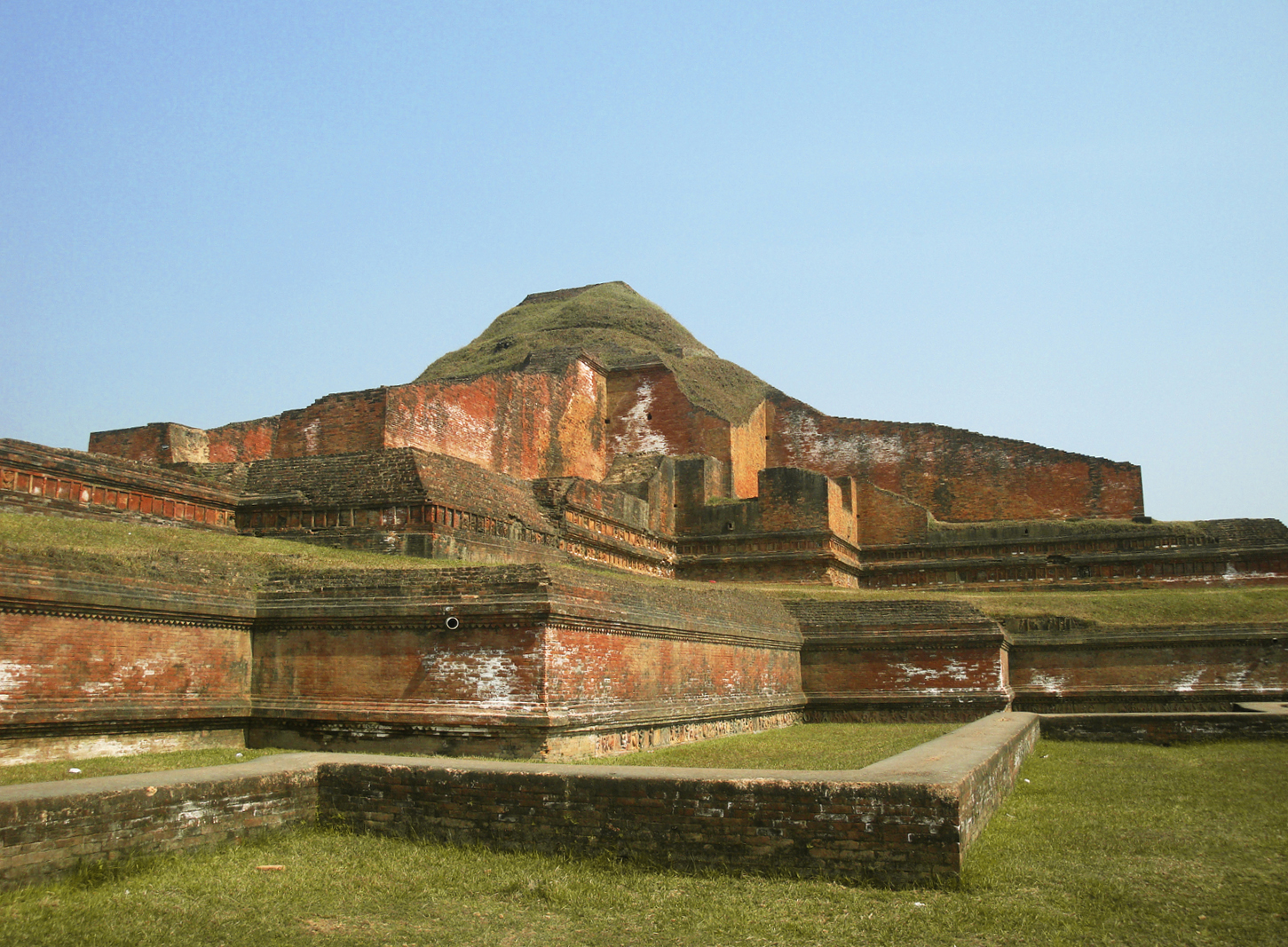
Somapura Mahavihara es la vihara budista más grande del subcontinente indio.

Los vestigios arqueológicos más antiguos hallados en la región de Bengala datan de hace cuatro mil años, cuando la región fue poblada por los pueblos drávidas, tibetano-birmanos y austroasiáticos. El origen exacto de la palabra "Bangla" o "Bengala" se desconoce, aunque se cree que deriva de Bang, una tribu de habla drávida que se asentó en la región alrededor del año 1000 a. C.
En esta zona, el reino de Gangaridai se formó desde finales del s. VII a. C., aunque más tarde se unió con el reino de Bihar, para finalmente ser sometidos por los imperios de Magadha, Nanda, Maurya y Sunga. Desde el s. III d. C. hasta el s. VI d. C., Bengala formó parte de los imperios Gupta y Harsha Vardhana. Después de la caída de este último, un líder bengalí llamado Shashanka fundó un reino de corta duración en Bengala. De esta forma, Shashanka se considera el primer rey independiente de la historia de Bangladés.
Después de un período de desorden, la dinastía budista de los Pala gobernó la región por cuatrocientos años, seguido de un reinado más corto de la dinastía hinduista de los Sena. El islam se introdujo en Bengala en el s. XII d. C. por comerciantes musulmanes y misioneros sufíes; las conquistas musulmanas posteriores ayudaron a difundir el islam en toda la región.
En 1204, Bakhtiar Khilji, un general túrquico, derrotó a Lakshman Sen de la dinastía Sena y conquistó gran parte de Bengala. Por los próximos siglos, la región fue gobernada por dinastías de sultanes y señores Bhuiyan. En el siglo XVI, el Imperio mogol conquistó el territorio de Bengala, mientras que Daca se convirtió en un importante centro de la administración mogola.

### Portugueses
Dos décadas después del desembarco del navegante ibérico Vasco Da Gama en Calicut, el Sultanato de Bengala autorizó el establecimiento del asentamiento portugués en Chittagong en 1528. Se convirtió en el primer enclave colonial europeo en Bengala. El Sultanato de Bengala perdió el control de Chittagong en 1531 después de que Arakan declarara su independencia y estableciera el Reino de Mrauk U. Este paisaje geopolítico alterado permitió que los portugueses controlaran sin obstáculos a Chittagong durante más de un siglo. Los barcos portugueses de Goa y Malaca comenzaron a frecuentar la ciudad portuaria en el siglo XVI. El sistema cartaz se introdujo y requirió que todos los barcos en el área compraran licencias de comercio naval del asentamiento portugués. El comercio de esclavos y la piratería florecieron. La isla cercana de Sandwip fue conquistada en 1602.
En 1615, la Armada portuguesa derrotó a una compañía holandesa de las Indias Orientales y una flota arakanesa cerca de la costa de Chittagong. Desde al menos 1515 los portugueses estaban en Bengala como comerciantes, y más tarde en 1521 se envió una embajada a Gaur para poder crear fábricas en la región. El sultán de Bengala después de 1534 permitió a los portugueses crear varios asentamientos en Chittagong, Satgaon, Hughli, Bandel y Daca. En 1535, los portugueses se aliaron con el sultán de Bengala y mantuvieron el paso de Teliagarhi a 280 km de Patna para evitar la invasión de los mogoles. Para entonces, varios de los productos provenían de Patna y los portugueses enviaron comerciantes, estableciendo una fábrica allí desde 1580.
Los productos fueron enviados río abajo hasta otros puertos portugueses como Chittagoon y Satgaoon, y de allí al resto del imperio. Colonización portuguesa en Bangladés y la Bahía de Bengala de los siglos XVI al XIX. Cuando los portugueses aseguraron la ayuda militar contra Sher Shah, los mogoles ya habían comenzado a conquistar el Sultanato de Ghiyasuddin Mahmud.
En 1666, el gobierno mogol de Bengala dirigido por el virrey Shaista Khan se movió para recuperar Chittagong del control portugués y arakano. Lanzaron la conquista mogol de Chittagong. Los mogoles atacaron a los arakaneses desde la jungla con un ejército de 6500 soldados, que contó con el apoyo de 288 barcos navales mogoles que bloqueaban el puerto de Chittagong. Después de tres días de batalla, los arakaneses se rindieron. Los mogoles expulsaron a los portugueses de Chittagong. El gobierno de Mughal marcó el comienzo de una nueva era en la historia del territorio de Chittagong en la orilla sur de Kashyapnadi (río Kaladan). La ciudad portuaria pasó a llamarse Islamabad.

### Británicos

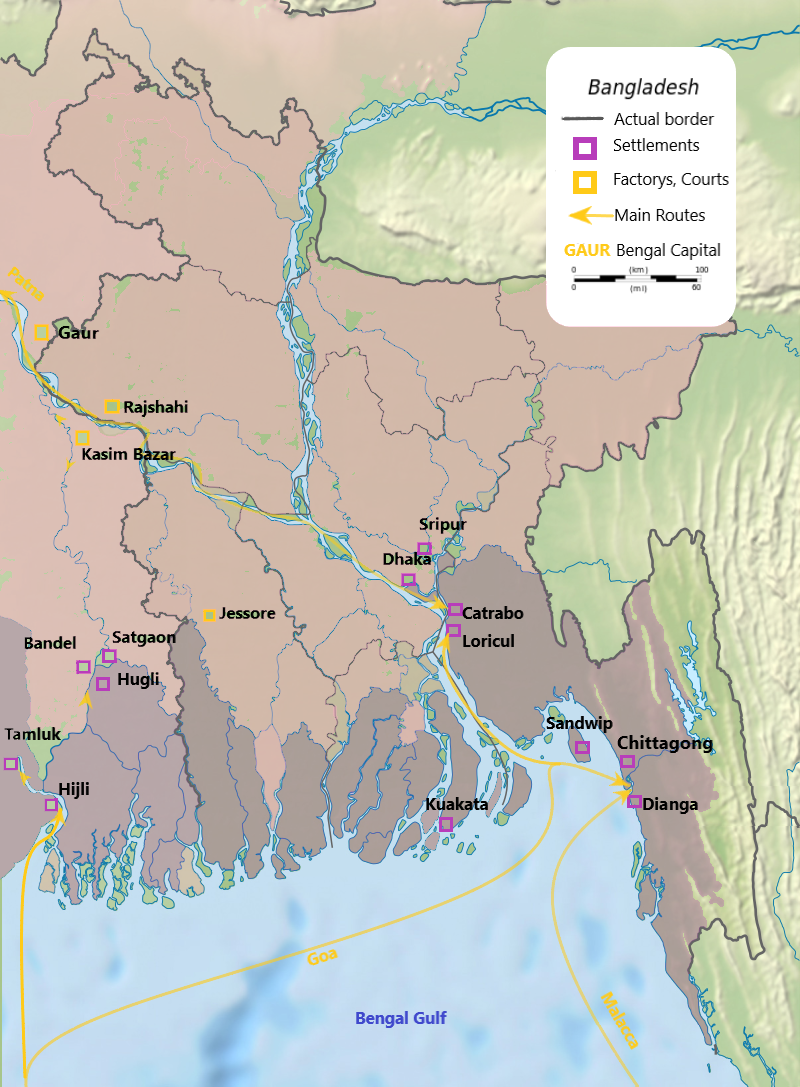
Colonización portuguesa en Bangladés y la Bahía de Bengala de los siglos al. Rosa - territorio aliado del Sultanato de Bengala antes de la invasión mogol.

Los comerciantes europeos llegaron a finales del siglo XV, y su influencia creció hasta que la Compañía Británica de las Indias Orientales ganó el control de Bengala tras la batalla de Plassey en 1757. La sangrienta rebelión de 1857, conocida como la rebelión de los cipayos, dio lugar a la transferencia de la autoridad a la corona, con un virrey británico encargándose de la administración del territorio. Durante el dominio colonial, las hambrunas atormentaron el subcontinente indio muchas veces, incluyendo la Gran hambruna de Bengala de 1943, que se cobró más de 3 millones de vidas.

### A partir delsigloXX

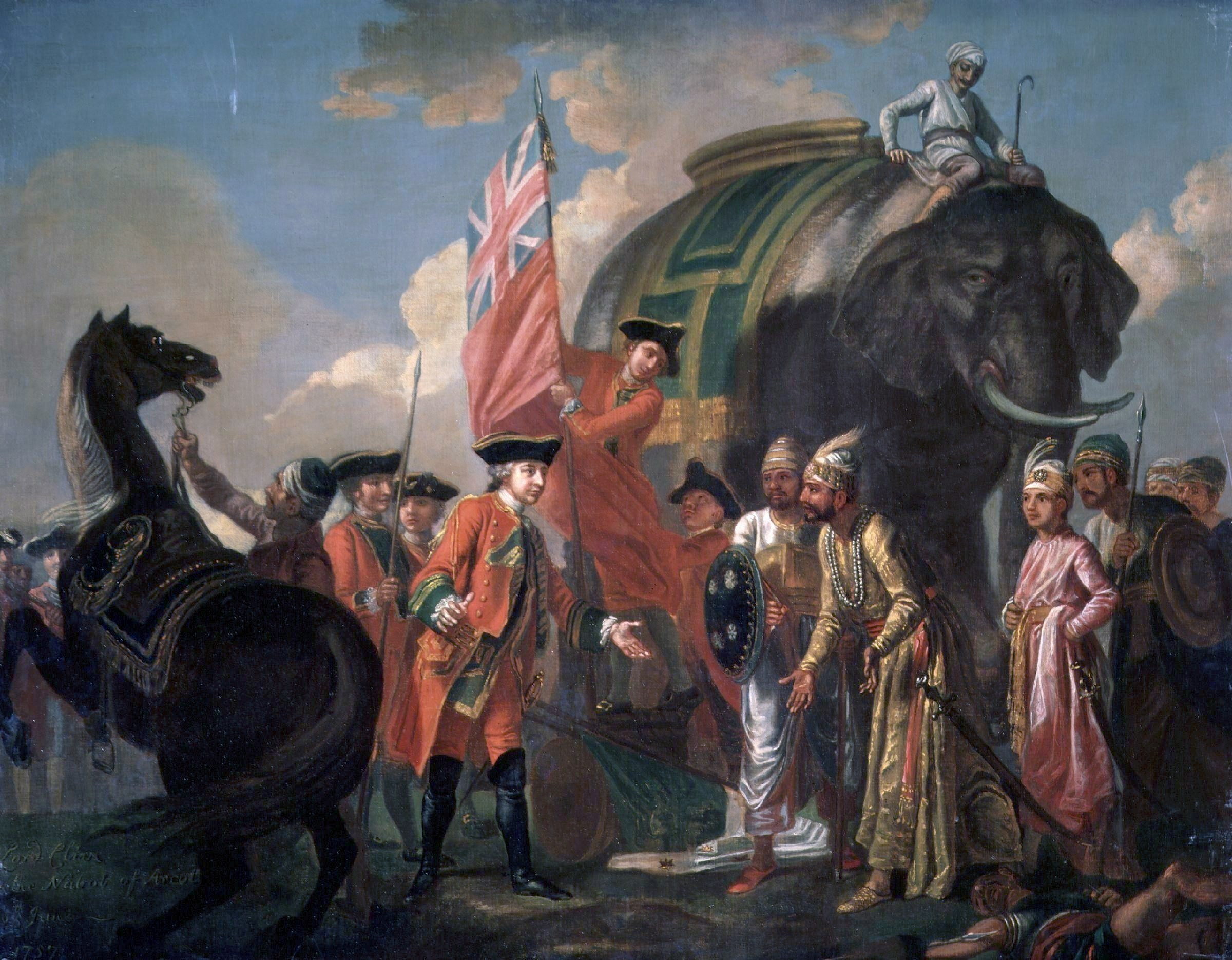
El dominio británico comenzó con la victoria de Robert Clive en la batalla de Plassey en 1757. Pintura de Francis Hayman.

Entre 1905 y 1911, se realizó un intento fallido para dividir la provincia de la India en dos zonas, con Daca siendo la capital de la zona oriental. Cuando la India fue dividida en 1947, Bengala fue separada según las tendencias religiosas: la parte occidental se integró a la India y la parte oriental se unió a Pakistán, como una provincia llamada Bengala Oriental (más tarde renombrada Pakistán Oriental), con su capital en Daca.
En 1950, se realizó una importante reforma agraria en Bengala Oriental con la abolición del sistema feudal zamindarí. Sin embargo, a pesar de la importancia económica y demográfica de la parte este, el gobierno y el ejército de Pakistán fueron ampliamente dominados por las clases altas de la parte oeste. El Movimiento por la Lengua Bengalí de 1952 fue la primera señal de la fricción entre las dos partes del Pakistán.

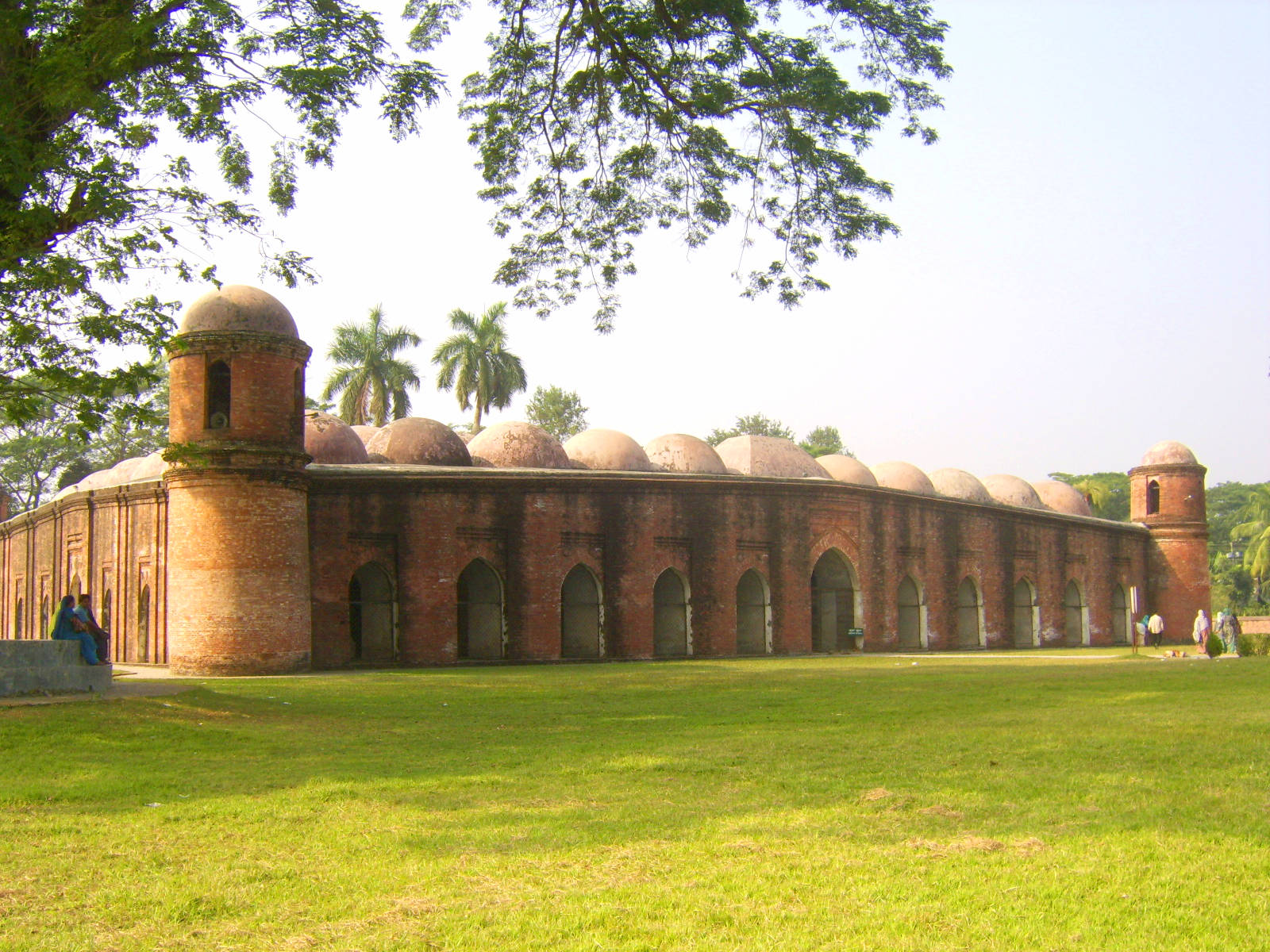
La mezquita de los sesenta pilares en la ciudad-mezquita de Bagerhat fue construida en el y es la mezquita más grande en Bangladés, así como un sitio Patrimonio de la Humanidad.

El descontento con el gobierno central sobre las cuestiones económicas y culturales siguió aumentando a lo largo de la siguiente década, durante la cual, la Liga Awami emergió como la voz política de la población de habla bengalí. En la década de 1960 clamó por la autonomía de la región y en 1966, su presidente Sheikh Mujibur Rahman fue encarcelado, siendo liberado en 1969 tras un levantamiento popular sin precedentes.
En 1970, el Ciclón Bhola devastó la costa de Pakistán Oriental, matando a más de medio millón de personas, pero la respuesta del gobierno central fue casi nula. El descontento de la población bengalí creció cuando se le impidió la toma de posesión a Sheikh Mujibur Rahman, cuando el candidato de la Liga Awami consiguió la mayoría en el Parlamento en las elecciones de 1970.
Tras mantener negociaciones con Mujibur Rahman, el presidente pakistaní Yahya Khan lo arrestó en la madrugada del 26 de marzo de 1971 y lanzó la Operación Searchlight, un asalto militar realizado en Pakistán Oriental. Los métodos de Yahya eran extremadamente sangrientos y la violencia de la guerra dio lugar a numerosas muertes de civiles. Los principales objetivos de esta operación incluían a intelectuales e hindúes, mientras que alrededor de diez millones de refugiados huyeron a la India. Las estimaciones de las víctimas de la guerra oscilan entre las 300 000 y 3 millones de personas fallecidas.
Antes de su detención por el ejército de Pakistán, Mujibur Rahman formalmente declaró la independencia de Bangladés y alentó a toda la población a luchar hasta que el último soldado del ejército pakistaní fuera expulsado de Pakistán Oriental. Los líderes de la Liga Awami establecieron un gobierno en el exilio en Calcuta (India). El 14 de abril de 1971, este gobierno en el exilio tomó juramento a Mujib Nagar formalmente como el primer presidente de Bangladés, con Tajuddin Ahmad como el primer ministro del país.

Jatiyo Smriti Soudho, un tributo a los mártires de la guerra de liberación de Bangladés.

La guerra de liberación de Bangladés duró nueve meses. Las fuerzas bangladesíes formadas por once sectores eran lideradas por el general M.A.G. Osmani, mientras que Mukti Bahini llevó a cabo una guerra de guerrillas masiva contra las fuerzas de Pakistán, contando con el apoyo de las fuerzas armadas de la India. El 16 de diciembre de 1971, esta alianza logró una victoria decisiva sobre Pakistán, en la que las fuerzas armadas indias tomaron a más de 90 000 prisioneros de guerra.

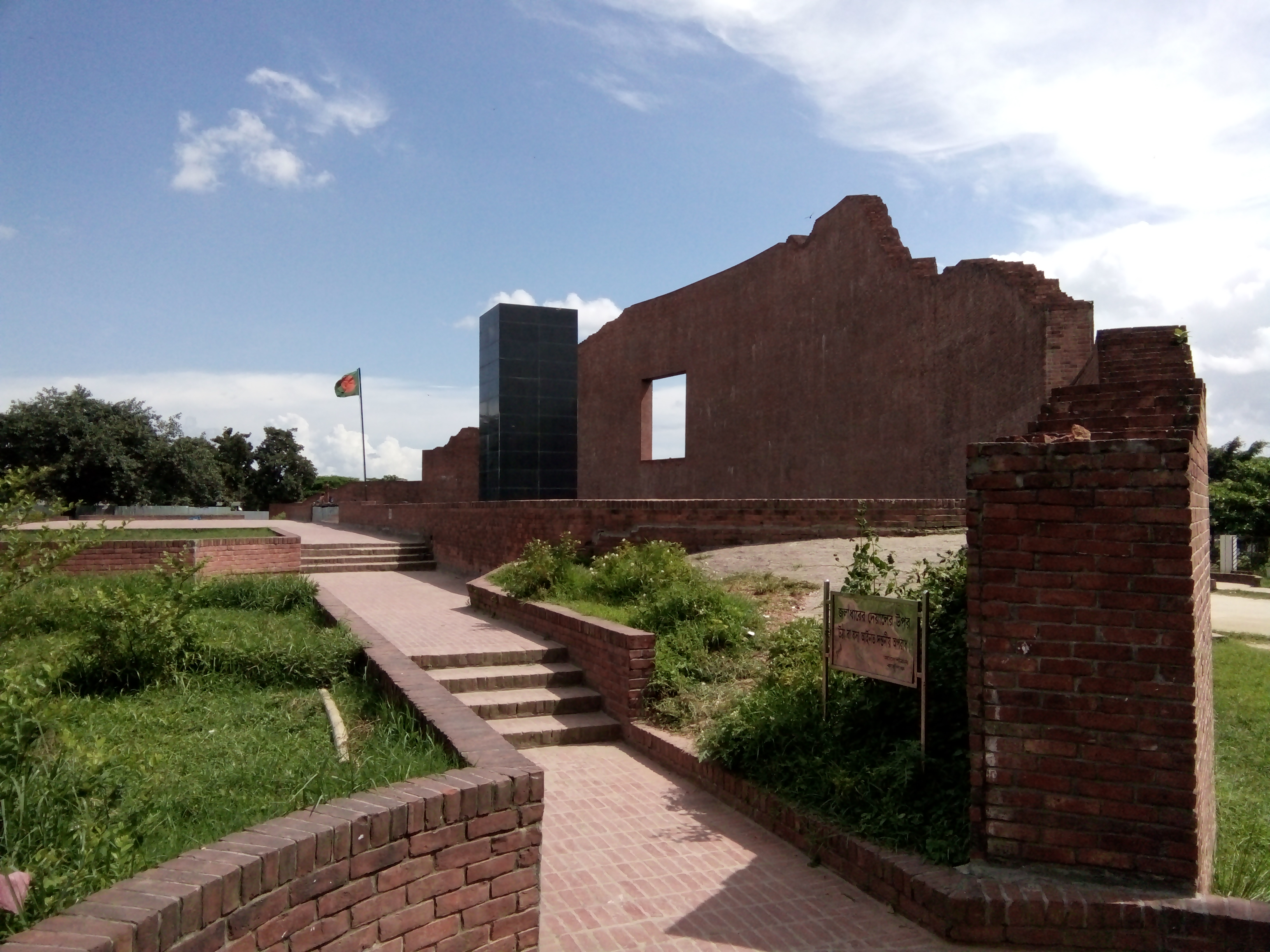
Parte del lado suroriental del Monumento de los Intelectuales Martirizados.

Después de su independencia, el país se convirtió en una democracia parlamentaria, con Mujib Rahman como primer ministro. En las elecciones parlamentarias de 1973, la Liga Awami ganó por mayoría absoluta. Entre 1973 y 1974 se produjo una hambruna a nivel nacional, y a principios de 1975, Mujib Rahman inició un mandato socialista unipartidista con la alianza BAKSAL. El 15 de agosto de 1975, Mujib Rahman fue asesinado junto con la mayoría de los miembros de su familia a manos de oficiales militares de nivel medio.
Una serie de golpes de estado sangrientos en los siguientes tres meses, culminaron con el ascenso al poder del general Ziaur Rahman, quien reinstauró la política multipartidista y fundó el Partido Nacionalista de Bangladés (BNP). El mandato de Ziaur terminó cuando fue asesinado en 1981 por miembros del ejército. El siguiente mandatario fue el general Hossain Mohammad Ershad, quien ganó el poder en un golpe de Estado pacífico en 1982 y gobernó hasta 1990, cuando se vio obligado a dimitir después de una revuelta masiva de los principales partidos políticos y del público, sumado a la presión que ejercían algunos países occidentales (debido al gran cambio sufrido en la política internacional tras el fin del comunismo).
Desde entonces, el país se transformó en una democracia parlamentaria. La viuda de Ziaur, Khaleda Zia, condujo al Partido Nacionalista de Bangladés a la victoria en las elecciones generales en 1991 y se convirtió en la primera mujer primer ministro en su historia. Sin embargo, la Liga Awami, encabezada por Sheikh Hasina, una de las hijas de Mujib Rahman, afianzó el poder en las elecciones de 1996, pero en 2001 nuevamente perdió ante el Partido Nacionalista de Bangladés.
El 11 de enero de 2008, tras una serie de disturbios políticos generalizados, se nombró un gobierno de transición para administrar las siguientes elecciones generales. El país había sufrido un alto nivel de corrupción, desorden y violencia política. El nuevo gobierno de transición convirtió en una prioridad la lucha contra la corrupción en todos los niveles del gobierno. Para ello, muchas figuras políticas notables, junto con un gran número de funcionarios y miembros de partidos políticos, fueron detenidos por cargos de corrupción. De esta forma, el gobierno interino logró llevar a cabo las elecciones presidenciales el 29 de diciembre de 2008. Sheikh Hasina y la Liga Awami ganaron las elecciones con una victoria arrolladora y tomó juramento como primer ministro el 6 de enero de 2009.
En 2017, las inundaciones por un monzón particularmente fuerte dejaron 140 personas muertas, unos 6 millones de damnificados, 700 000 viviendas destruidas, 4 680 000 hectáreas de cultivos arrasados y miles de kilómetros de vías afectados.

## Gobierno y política

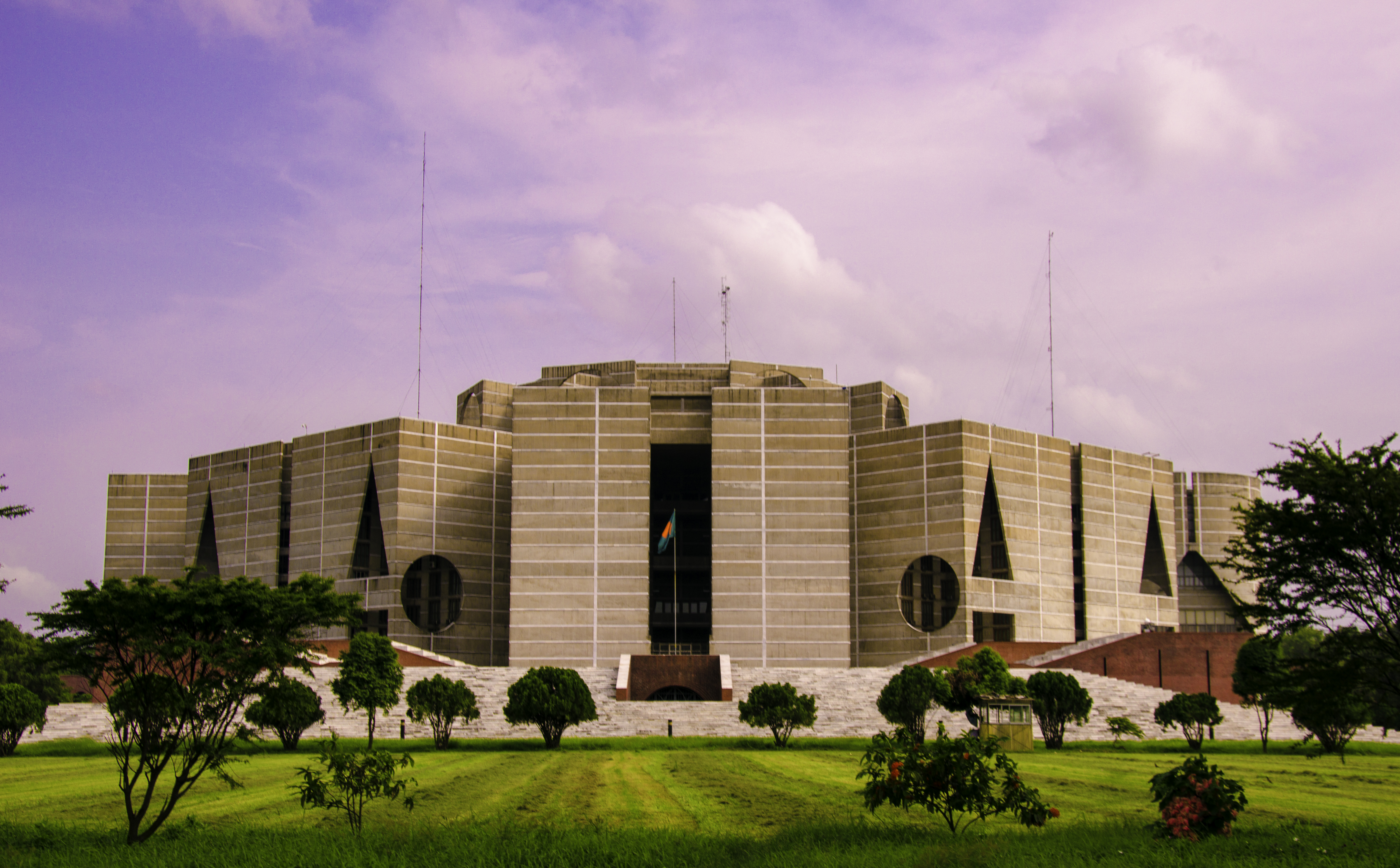
Jatiyo Sangshad Bhaban, sede del parlamento de Bangladés.

Bangladés es una república parlamentaria. Las elecciones para el parlamento unicameral (conocido como Jatiya Sangsad) en las que todos los ciudadanos de 18 años o más pueden votar, se celebran cada cinco años. El edificio del parlamento es conocido como Jatiyo Sangshad Bhaban y fue diseñado por el arquitecto Louis Kahn. Actualmente, el parlamento tiene 345 miembros incluyendo 45 puestos reservados para las mujeres, elegidas en distritos electorales. El primer ministro, como el jefe de Gobierno, elige a los miembros del gabinete y se encarga de los asuntos cotidianos del Estado. El presidente es el jefe de Estado y el comandante en jefe del ejército bangladesí, además de que es elegido por el parlamento. Mientras que el primer ministro es designado formalmente por el presidente, este último debe ser miembro del parlamento para ocupar el puesto.
Los poderes del presidente aumentan durante el mandato de un gobierno de transición, el cual es responsable de la realización de las elecciones y de la transferencia del poder. Los funcionarios de este gobierno deben ser imparciales y cuentan con tres meses para completar su tarea. Este período transitorio es una innovación que fue pionera en las elecciones de 1991 y que más tarde fue institucionalizada en 1996 a través de la XIII enmienda constitucional.

La Constitución de Bangladés fue redactada en 1972 y ha sufrido catorce enmiendas. El órgano judicial más importante es la Suprema Corte, cuyos jueces son nombrados por el presidente. Sin embargo, las instituciones judiciales y la aplicación de la justicia son débiles. La separación del poder judicial del poder ejecutivo fue implementada el 1 de noviembre de 2007, y se espera que con esto el sistema jurídico se vuelva más fuerte e imparcial. Las leyes se basan vagamente en la ley común inglesa, pero los asuntos familiares, como el matrimonio y la herencia, se basan en las costumbres religiosas, y por lo tanto difieren según las creencias de cada comunidad.

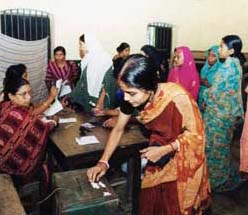
Desde la independencia de Bangladés, las mujeres contaron con el derecho a votar.

Los dos partidos políticos más importantes son la Liga Awami y el Partido Nacionalista de Bangladés (BNP). El BNP es liderado por Khaleda Zia y entre sus aliados se encuentran varios partidos musulmanes como el Jamaat-e-Islami de Bangladés y el Islami Oikya Jot, mientras que la Liga Awami de Sheikh Hasina se alinea con partidos izquierdistas y de ideología laica. Hasina y Zia son rivales que han dominado la escena política durante más de quince años; cada una se encuentra relacionada con uno de los líderes del movimiento de independencia. Otro partido importante es el Partido de Jatiya, encabezado por el exdictador militar Ershad. La rivalidad entre la Liga Awami y el BNP se ha caracterizado por las protestas, la violencia y el asesinato. El estudio de la política es importante entre los jóvenes bangladesíes, uno de los legados de la era del movimiento de liberación. Casi todos los partidos cuentan con grupos de estudiantes altamente activos, además de que algunos líderes estudiantiles han sido elegidos como miembros del parlamento.
En febrero de 2005, dos organizaciones terroristas de musulmanes radicales, la Jagrata Muslim Janata Bangladesh (JMJB) y la Jama'atul Mujahideen Bangladesh (JMB), fueron identificadas y vetadas. Varios ataques terroristas en pequeña escala, ocurridos desde 1999, se han atribuido a estos grupos, y docenas de miembros sospechosos han sido detenidos en las operaciones de seguridad, incluidos los jefes de las dos partes en 2006. Gracias a que ambos líderes fueron juzgados y ejecutados, el gobierno bangladesí fue elogiado por varios líderes mundiales, incluidos algunos mandatarios occidentales, por su firme posición en contra del terrorismo.
Las elecciones del 22 de enero de 2007 fueron pospuestas indefinidamente, y la ley de emergencia declarada el 11 de enero de 2007 hizo que el ejército respaldara al gobierno provisional de Fakhruddin Ahmed, con el fin de preparar una nueva lista de votantes para evitar la corrupción. El ejército también ayudó al gobierno provisional en una campaña en contra de la corrupción, que resultó en el cambio de la posición del país en el índice de corrupción de Transparencia Internacional: del último lugar, pasaron al puesto 147.º en solo un año.
El 29 de diciembre de 2008, una gran alianza liderada por la Liga Awami de Bangladés ganó las elecciones, con una victoria arrolladora. Consiguieron 230 puestos de los 300 disponibles en el parlamento. El 31 de julio de 2009, la primera ministra Sheikh Hasina amplió el gabinete presidencial a un total de 44 ministros. En el año 2024 fue derrocada del poder tras semanas de protestas siendo establecido un gobierno provisional por el ejército.

### Relaciones exteriores

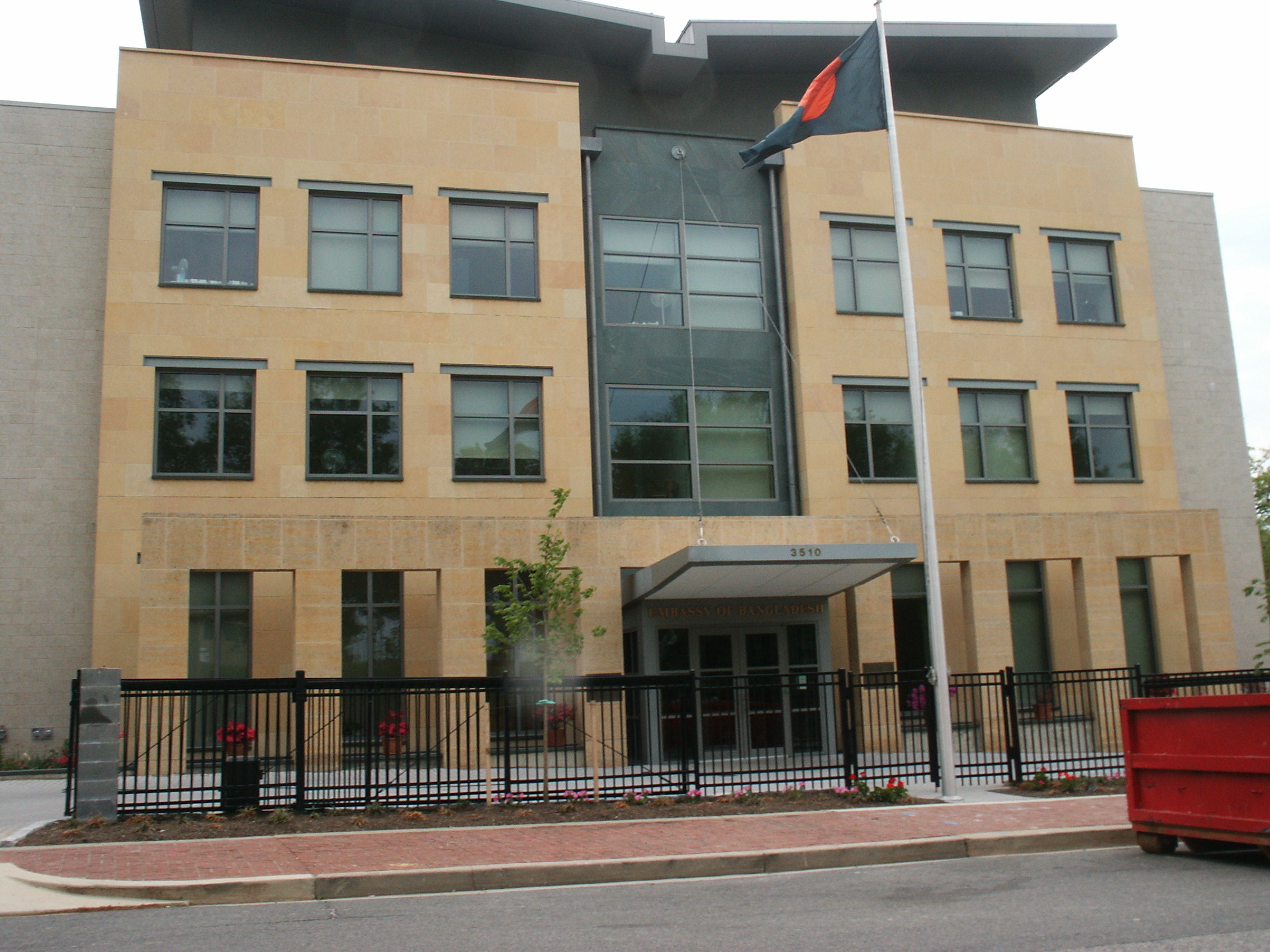
Embajada de Bangladés en Washington D. C.

Bangladés sigue una política exterior moderada que se caracteriza por la fuerte dependencia de la diplomacia multinacional, especialmente de las Naciones Unidas. En 1974, el país se unió a la Mancomunidad de Naciones y a la ONU, y desde entonces ha sido elegido en dos ocasiones para formar parte del Consejo de Seguridad de la ONU: de 1978 a 1979 y de 2000 a 2001. En la década de 1980, desempeñó un papel importante en la fundación de la Asociación Sudasiática para la Cooperación Regional (ASACR) con el fin de expandir las relaciones con otros estados de Asia meridional. Desde la fundación de la ASACR en 1985, un bangladesí ha ocupado el cargo de secretario general en dos ocasiones.
Las relaciones exteriores más importantes y complejas de Bangladés son con la India, las cuales son estrechadas por los lazos históricos y culturales, y forman una parte importante de la política interna. Las relaciones entre estas dos naciones comenzaron de manera positiva, gracias al apoyo de la India en la guerra de independencia y en la reconstrucción de Bangladés. A lo largo de los años, esta situación ha ido cambiando por una serie de razones. Una de las principales fuentes de tensión entre ambas naciones es la presa Farakka.
En 1975, India construyó una presa en el río Ganges a dieciocho kilómetros de la frontera con Bangladés; este último alega que la presa desvía el agua tan necesaria para los bangladesíes, provocando un desastre artificial al país ya azotado por los desastres naturales, además de que también tiene consecuencias ecológicas terribles.
Por otro lado, la India ha expresado su preocupación acerca de los separatistas anti-India y de los militantes islámicos que presuntamente están albergados en su frontera en común de 4142 km, así como el flujo de migrantes ilegales y la construcción de una valla a lo largo de la mayor parte de la frontera. Sin embargo, en la reunión de la ASACR de 2007, ambas naciones se comprometieron a cooperar en la seguridad, la economía y asuntos fronterizos.

Bangladés goza de relaciones relativamente buenas con la República Popular de China que, particularmente en los últimos diez años, ha aumentado la cooperación económica con esta nación de Asia meridional. Entre 2006 y 2007, el comercio entre las dos naciones se incrementó en un 28,5 % y se han creado acuerdos para conceder el acceso a varios productos bangladesíes libres de aranceles al mercado chino. También está aumentando la cooperación entre el ejército bangladesí y el Ejército Popular de Liberación, con acuerdos militares para que Bangladés obtuviera armas chinas a precios más baratos.

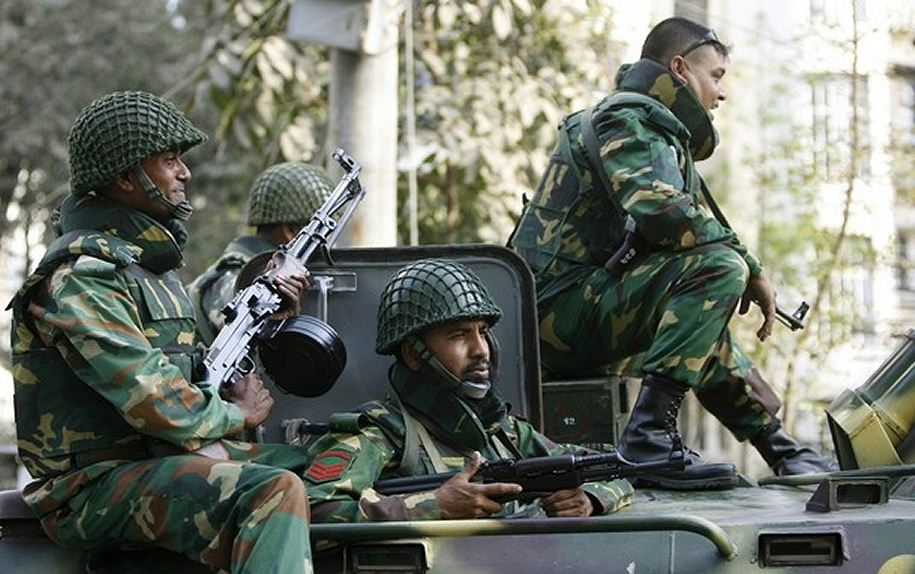
Soldados del ejército de Bangladés sobre un BTR-80 APC.

### Defensa
La fuerza actual del ejército bangladesí es de alrededor de 200 000 soldados, incluyendo las reservas; 22 000 miembros de la fuerza aérea y cerca de 14 950 reclutas de la Marina. Además de los papeles tradicionales de defensa, los militares también acuden a prestar apoyo a las autoridades civiles en casos de desastre y a vigilar la seguridad interna durante los períodos de inestabilidad política. Actualmente, Bangladés no se encuentra activo en ninguna guerra en curso, pero contribuyó con 2300 tropas a la coalición que luchó en la guerra del Golfo en 1991; además de que constantemente es un contribuyente para las fuerzas de mantenimiento de la paz de las Naciones Unidas. Hasta mayo de 2007, las tropas bangladesíes se desplegaron en la República Democrática del Congo, Liberia, Sudán, Timor Oriental y Costa de Marfil. Actualmente, es el segundo mayor contribuyente de tropas a los Cascos Azules de la ONU.
La Armada de Bangladés, una de las mayores del golfo de Bengala, cuenta con una flota de fragatas, submarinos, corbetas y otros buques. Las Fuerzas Aéreas de Bangladés cuentan con una pequeña flota de aviones de combate polivalentes, como el MiG-29 y el Chengdu-F7. La mayor parte del equipamiento militar de Bangladés procede de países como China. En los últimos años, Bangladés e India han incrementado las maniobras militares conjuntas, las visitas de alto nivel de líderes militares, la cooperación antiterrorista y el intercambio de inteligencia. Bangladés es vital para garantizar la estabilidad y la seguridad en el noreste de India.
La importancia estratégica de Bangladés en el subcontinente oriental radica en su proximidad a China, su frontera con Birmania, la separación entre la India continental y el noreste, y su territorio marítimo en el golfo de Bengala. En 2002, Bangladés y China firmaron un Acuerdo de Cooperación en materia de Defensa (ACD) que, según los gobiernos de ambos países, "institucionalizará los acuerdos existentes en el sector de la defensa y también racionalizará los acuerdos fragmentarios existentes para mejorar la cooperación en formación, mantenimiento y en algunas áreas de producción". Estados Unidos ha mantenido negociaciones con Bangladés sobre un Acuerdo sobre el Estatuto de las Fuerzas, un Acuerdo de Adquisiciones y Servicios Cruzados y un Acuerdo General de Seguridad de la Información Militar. En 2019, Bangladés ratificó el Tratado de la ONU sobre la Prohibición de las Armas Nucleares.

### Derechos humanos
En materia de derechos humanos, respecto a la pertenencia a los siete organismos de la Carta Internacional de Derechos Humanos, que incluyen al Comité de Derechos Humanos (HRC), Bangladés ha firmado o ratificado:
| Bangladés | Tratados internacionales | Tratados internacionales | Tratados internacionales | Tratados internacionales  | Tratados internacionales  | Tratados internacionales | Tratados internacionales | Tratados internacionales | Tratados internacionales | Tratados internacionales | Tratados internacionales | Tratados internacionales | Tratados internacionales | Tratados internacionales | Tratados internacionales | Tratados internacionales    | Tratados internacionales | Tratados internacionales |
| --- | --- | ------------------------ | --- | ------------------------- | ------------------------- | --- | ------------------------ | --- | ------------------------ | --- | ------------------------ | ------------------------ | ------------------------ | ------------------------ | ------------------------ | --------------------------- | ------------------------ | ------------------------ |
| Bangladés | CESCR | CESCR                    | CCPR | CCPR                      | CCPR                      | CERD | CED                      | CEDAW | CEDAW                    | CAT | CAT                      | CRC                      | CRC                      | CRC                      | CRC                      | MWC                         | CRPD                     | CRPD                     |
| Bangladés | CESCR | CESCR-OP                 | CCPR | CCPR-OP1                  | CCPR-OP2-DP               | CERD | CED                      | CEDAW | CEDAW-OP                 | CAT | CAT-OP                   | CRC                      | CRC-OP-AC                | CRC-OP-SC                | CRC-OP-CP                | MWC                         | CRPD                     | CRPD-OP                  |
| Pertenencia | Bangladés ha reconocido la competencia de recibir y procesar comunicaciones individuales por parte de los órganos competentes. | Sin información.         | Bangladés ha reconocido la competencia de recibir y procesar comunicaciones individuales por parte de los órganos competentes. | Ni firmado ni ratificado. | Ni firmado ni ratificado. | Bangladés ha reconocido la competencia de recibir y procesar comunicaciones individuales por parte de los órganos competentes. | Sin información.         | Bangladés ha reconocido la competencia de recibir y procesar comunicaciones individuales por parte de los órganos competentes. | Firmado y ratificado.    | Bangladés ha reconocido la competencia de recibir y procesar comunicaciones individuales por parte de los órganos competentes. | Sin información.         | Firmado y ratificado.    | Firmado y ratificado.    | Firmado y ratificado.    | Sin información.         | Firmado pero no ratificado. | Firmado y ratificado.    | Firmado y ratificado.    |
| Firmado y ratificado, firmado, pero no ratificado, ni firmado ni ratificado, sin información, ha accedido a firmar y ratificar el órgano en cuestión, pero también reconoce la competencia de recibir y procesar comunicaciones individuales por parte de los órganos competentes. | |                          | |                           |                           | |                          | |                          | |                          |                          |                          |                          |                          |                             |                          |                          |

#### Trata de niñas y mujeres
En Bangladés existen inmensos prostíbulos que, rodeados de altas murallas, funcionan como verdaderas prisiones de niñas y mujeres esclavas sexuales. En esos lugares cientos de niñas nacen y mueren sin haber conocido la libertad, niñas que fueron robadas de sus hogares, reclutadas bajo engaños en las calles o usadas como moneda de cambio para pagar deudas. Allí deberán pagar con servicios sexuales forzados deudas ficticias y sobredimensionadas para recuperar una libertad ilusoria que nunca será realidad para ellas, ya que una vez que son libres, no tienen espacio para insertarse en un mundo exterior que desprecia y estigmatiza, forzándolas a regresar a la misma forma de vida. En estos burdeles construidos por los británicos durante la dominación colonial existen miles de niñas que son obligadas a tomar esteroides y todo tipo de drogas para que parezcan mayores y sean dóciles ante la violencia sexual a la que son sometidas. En Dautladia, por ejemplo, el 90 % de las 2000 niñas esclavas sexuales han consumido esteroides, dañando sus hígados y riñones de forma brutal; muchas de ellas son adictas a la heroína. Este burdel construido por los británicos durante la dominación colonial, actualmente es propiedad de la familia de un político local que se beneficia del crecimiento de la economía de la zona". Otro conocido prostíbulo que explota niñas esclavas sexuales es el burdel amurallado de Kandapara, en Daca, el más antiguo del país. Allí las niñas raptadas ejercen primero la esclavitud sexual y luego la prostitución. Solo algunas niñas logran salir de este círculo degradante gracias a una ONG gestionada por BRAC (Comité para el Progreso Rural de Bangladés), que se instaló en las cercanías del lugar para dar educación gratuita a las hijas e hijos de las prostitutas.[cita requerida]

#### Trabajo infantil

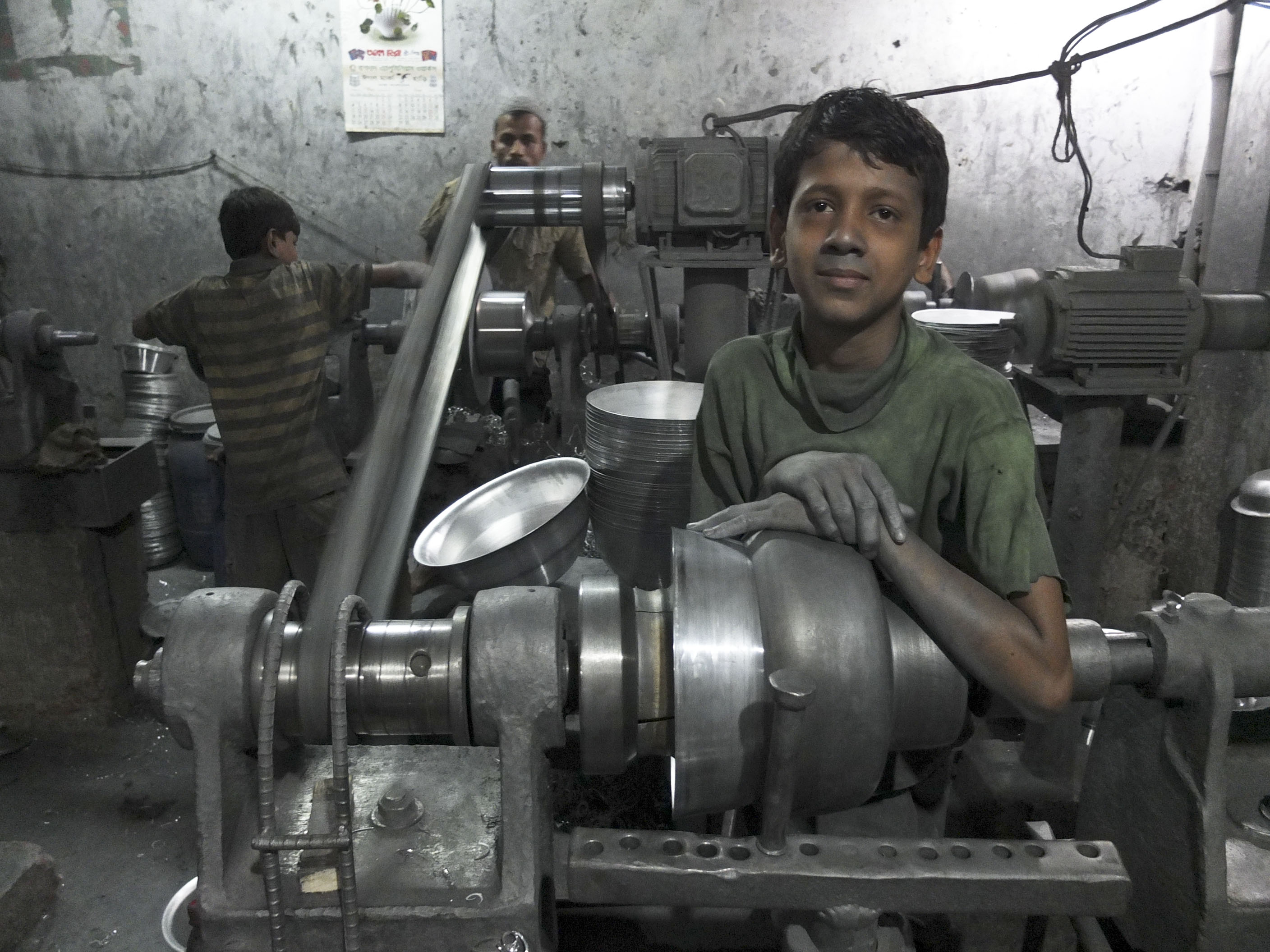
Trabajo infantil en Daca.

En 1992 se prohibió el trabajo infantil. El gobierno ratificó en 2001 el convenio 182 de la Organización Internacional del Trabajo sobre la prohibición de las peores formas de trabajo infantil y la acción inmediata para su eliminación y aceptó guiarse por las recomendaciones abolicionistas de la comunidad internacional.
Sin embargo, según la encuesta pública sobre trabajo infantil de 2003, la Organización Internacional del Trabajo calculó que en Bangladés había 7,9 millones menores obreros trabajando en condiciones infrahumanas a jornadas completas y sin descanso. El 93,3 % trabaja informalmente por salarios de entre 10 y 20 euros al mes; 700 takas son unos 10 dólares mientras que un trabajador adulto cobra hasta 5000 por el mismo empleo. En su mayoría, 6,4 millones vivían en zonas rurales y 1,5 en urbanas.

## Organización territorial
Bangladés está dividido en 8 (ocho) divisiones administrativas, cada una nombrada según el nombre de su capital: Barisal, Chittagong, Daca, Khulna, Rajshahi, Sylhet, Rangpur y Mymensingh.

Organización territorial de Bangladés.

Estas divisiones se encuentran divididas en distritos (zilas). Existen 64 distritos en Bangladés, que a su vez se dividen en subdistritos (upazilas o thanas). El área de administración de cada estación de policía, excepto para aquellas en áreas metropolitanas, se compone de varias uniones, las cuales consisten de varias aldeas. En las zonas metropolitanas, las estaciones de policía se reparten por barrios, que están divididos en mahallas. No hay autoridades ni oficiales elegidos a nivel de división, distrito o upazila, y la administración se compone solo de funcionarios del gobierno central. Sin embargo, en cada unión o barrio se llevan a cabo elecciones locales para elegir a sus representantes ante el gobierno central. En 1997, el parlamento aprobó una ley para reservar a las mujeres tres asientos (de doce) en los ayuntamientos locales.
Daca es la capital y la ciudad más grande de Bangladés. Otras ciudades importantes son Jaitul (Yaitul), Chittagong, Khulna, Rajshahi, Sylhet, Barisal, Bogra, Comilla, Mymensingh y Rangpur. En estas ciudades se celebran elecciones de ayuntamientos, mientras que en otros subdistritos solo se elige a un representante. Los alcaldes y representantes son elegidos para un período de cinco años.

## Geografía

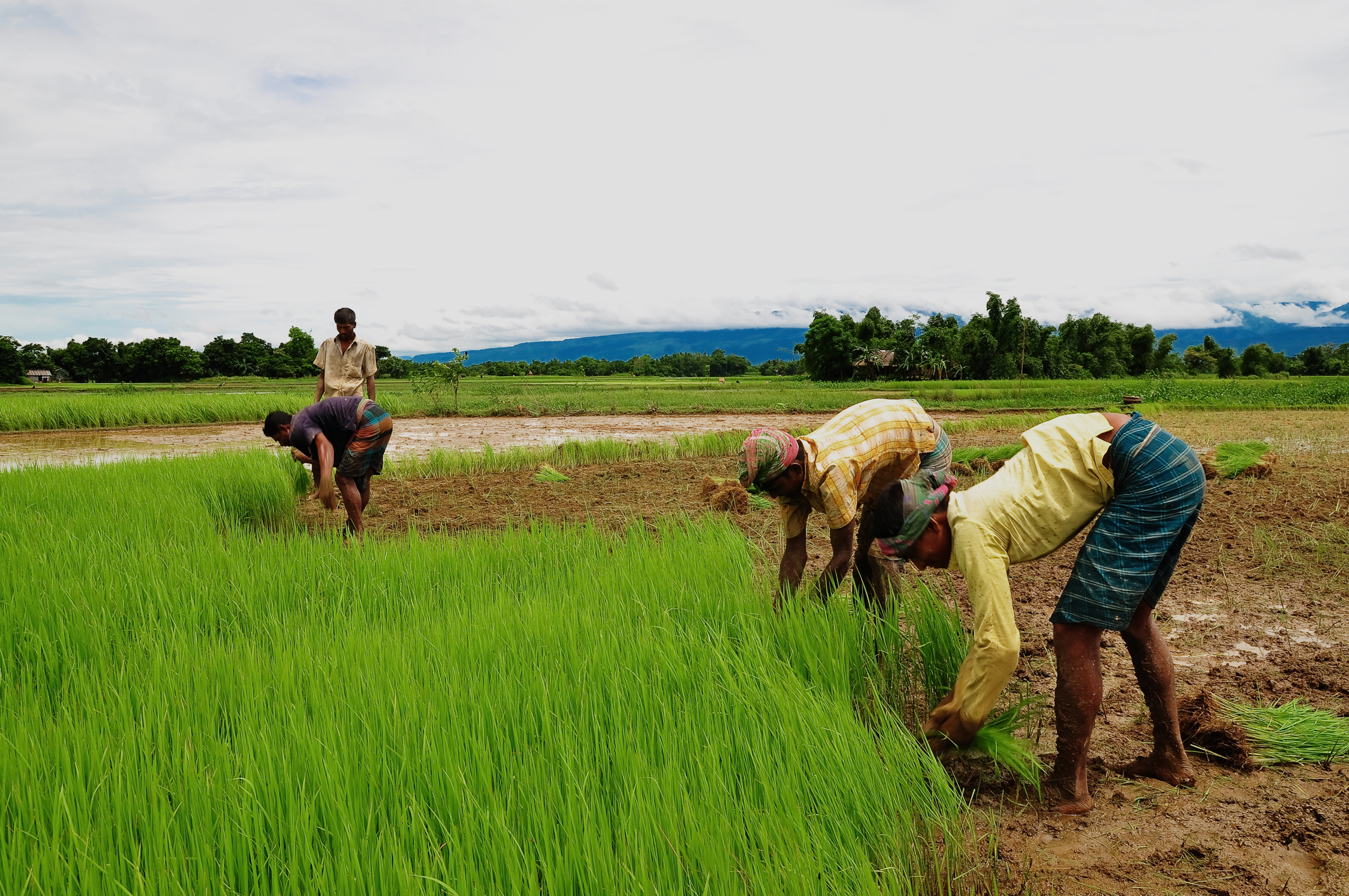
Arrozal en Bangladés.

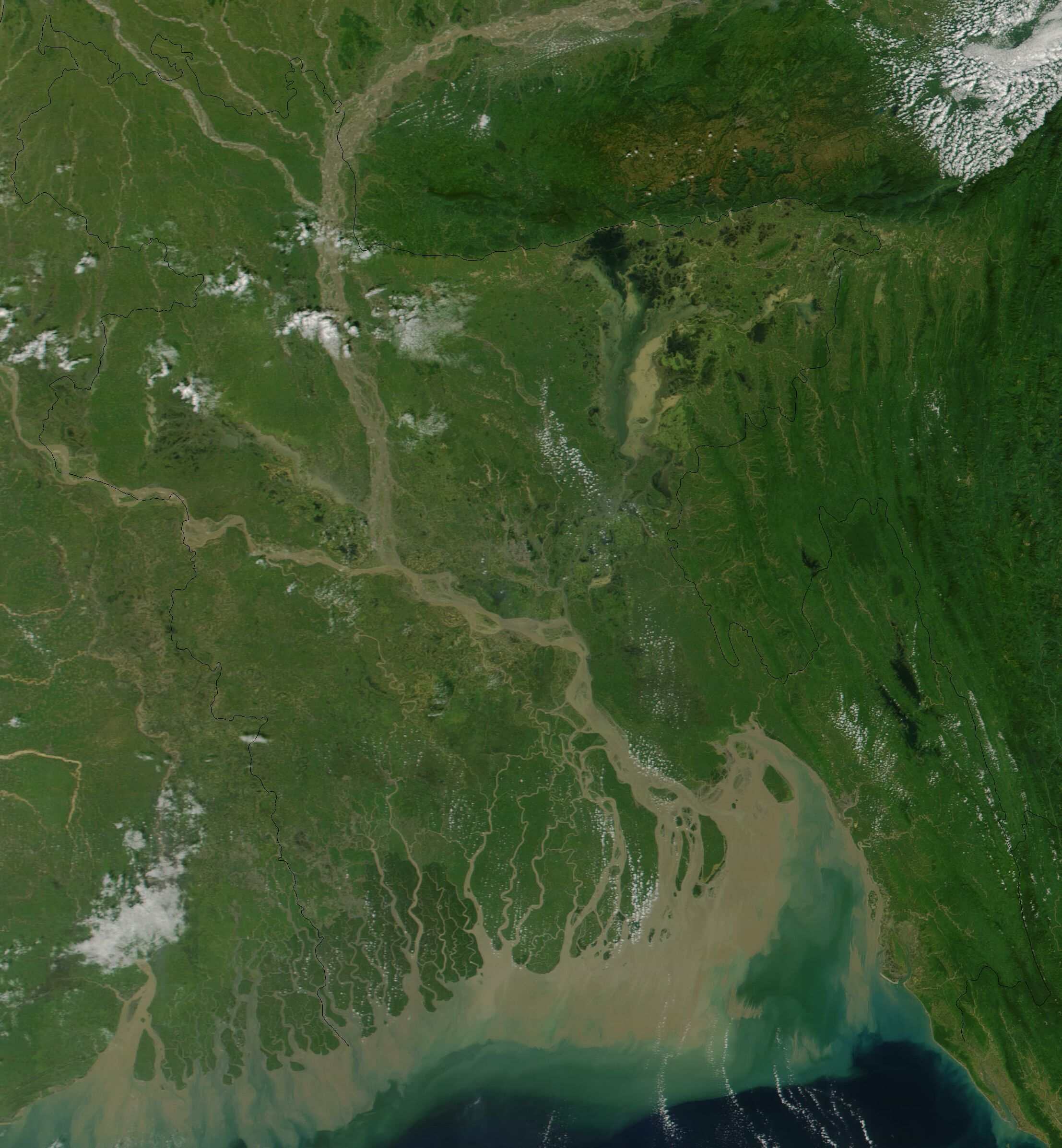
Imagen de satélite del territorio de Bangladés.

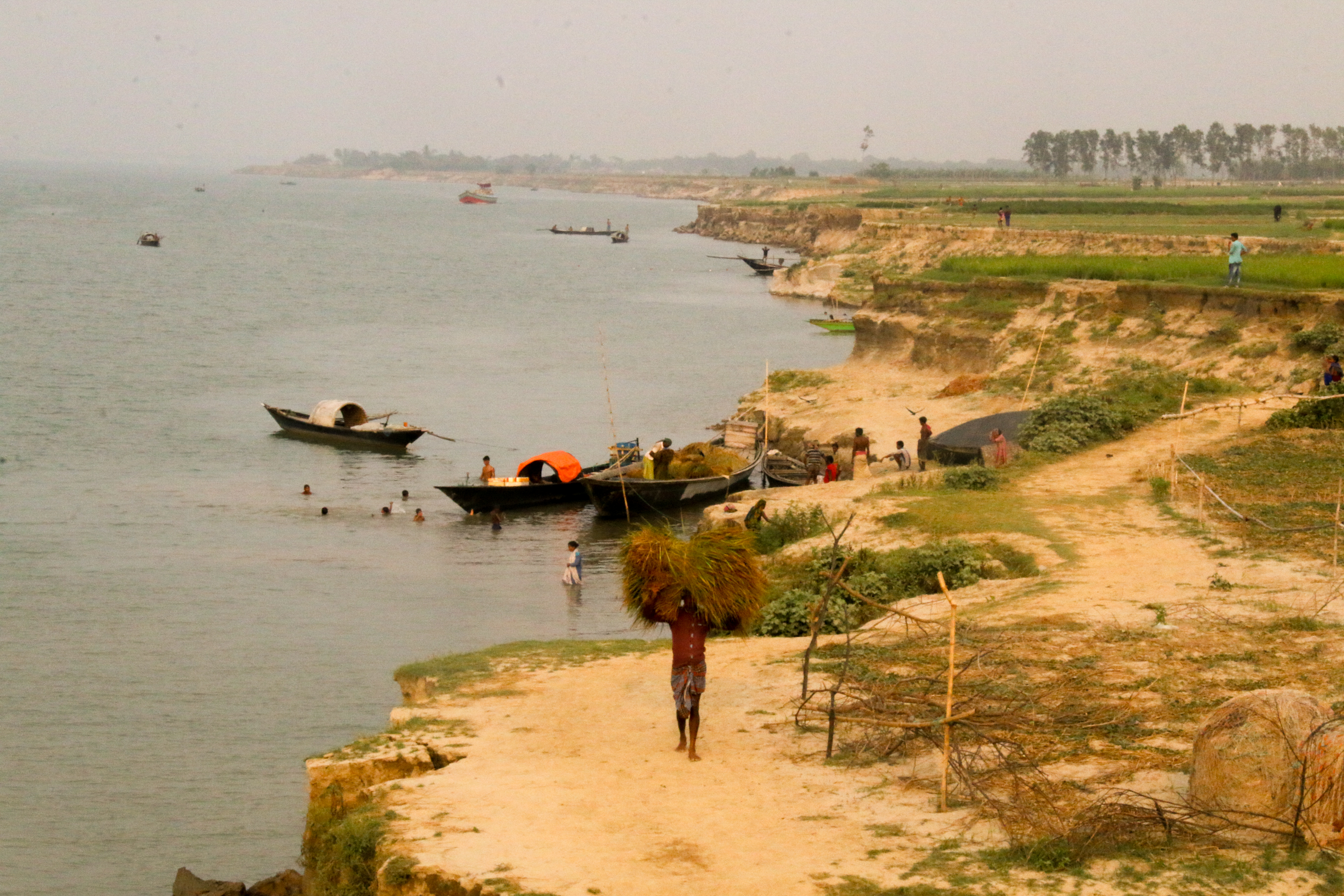
Rajbari.

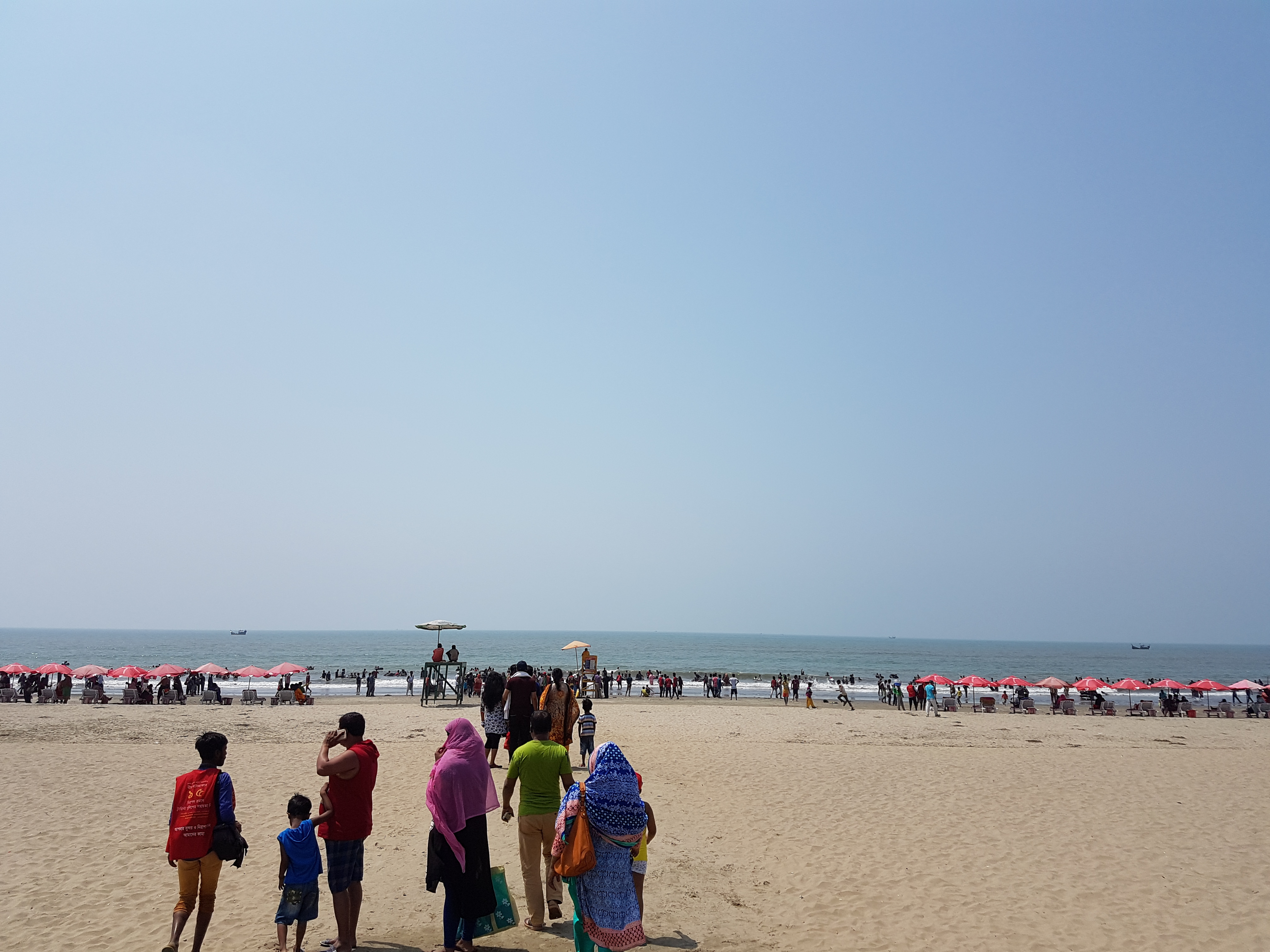
Cox's Bazar.

Bangladés se ubica en las tierras bajas del delta de los ríos Ganges y Brahmaputra, el llamado "delta del Ganges". Este delta está formado por la confluencia de los ríos Ganges (cuyo nombre local es Padma o Pôdda), Brahmaputra (Jamuna o Jomuna) y Meghna, con sus respectivos afluentes. El Ganges se une con el Jamuna (el canal principal del Brahmaputra) y más tarde con el Meghna para finalmente desembocar en el golfo de Bengala. El suelo aluvial depositado por estos ríos dio lugar a algunas de las llanuras más fértiles en el mundo. Bangladés tiene 58 ríos transfronterizos, haciendo del agua una cuestión políticamente complicada para resolver, en la mayoría de los casos debido a conflictos con la India. La mayor parte del territorio nacional se encuentra a menos de 12 m s. n. m., y se cree que alrededor del 50 % de su territorio sería inundado si el nivel del mar subiera tan solo un metro.
Desde la década de 1960, en el sureste del país se han realizado experimentos para construir con la naturaleza. Mediante la implementación de una serie de presas cruzadas, la acumulación natural del cieno ha creado nuevas tierras. A fines de la década de 1970, y con financiación neerlandesa, el gobierno comenzó a brindar apoyo al desarrollo de este nuevo tipo de terreno. El esfuerzo se ha convertido en una operación multilateral de construcción de carreteras, alcantarillas, terraplenes, refugios contra ciclones y estanques, así como de la distribución de tierras a los campesinos. Para comienzos de 2010, el programa ha asignado cerca de 10 927 hectáreas de tierra a más de 21 000 familias.
La playa más larga del mundo, el Cox's Bazar al sur de la ciudad de Chittagong, extiende ininterrumpidamente por más de 120 kilómetros. El punto más alto del país se encuentra en la cordillera de Mowdok a 1052 m s. n. m., ubicado en el distrito de Chittagong Hill Tracts, al sureste del país.

### Clima
Situado a ambos lados del trópico de cáncer, Bangladés cuenta con un clima tropical, caracterizado por un invierno leve de octubre a marzo y un verano caliente y húmedo desde marzo a junio. Una temporada de monzón que abarca de junio a octubre suministra la mayor parte de las precipitaciones del país. Los desastres naturales, como las inundaciones, los ciclones tropicales, tornados y macareos se producen casi todos los años, y se combinan con los efectos de la deforestación, la degradación del suelo y la erosión.
En septiembre de 1998, el país sufrió una de las inundaciones más graves de la historia del mundo moderno. Como los tres principales ríos del país se desbordaron, sus aguas destruyeron más de 300 000 casas, 9700 kilómetros de carreteras y 2700 kilómetros de terraplén. 1000 personas murieron y más de 30 millones quedaron sin hogar, con 135 000 cabezas de ganado muerto y 50 km² de tierra cultivada destruida. En total, dos tercios del país fueron inundados. Había varias razones para la gravedad de las inundaciones: en primer lugar, hubo lluvias inusualmente altas durante el monzón. En segundo lugar, el Himalaya produjo una cantidad muy alta de agua de deshielo en ese año. En tercer lugar, los árboles que usualmente detendrían el agua de lluvia, habían sido talados para leña o para hacer espacio al ganado.
Bangladés es ahora reconocido como uno de los países más vulnerables al cambio climático. Se prevé que se intensifiquen los peligros naturales que traen consigo el aumento de las lluvias, la elevación del nivel del mar y los ciclones tropicales, cada uno afectando seriamente la agricultura, el abastecimiento de agua y alimentos, la salud y las viviendas. Se cree que en las próximas décadas el aumento en el nivel del mar creará más de 20 millones de refugiados de clima.

### Cambio climático
Según National Geographic, Bangladés es una de las naciones más vulnerables a los impactos del cambio climático.
Bangladés yace en el fondo de las cuencas del Ganges, el Brahmaputra, y el Meghna. Bangladés es regado por un total de 57 ríos transfronterizos: 54 de la vecina India y tres de Myanmar. El país, que no tiene control de los flujos y volúmenes de agua, drena al Golfo de Bengala. Junto con el alto nivel de pobreza generalizada y el aumento de la densidad de la población, la capacidad de adaptación limitada, y una administración local pobremente financiada y poco eficaz han hecho de la región una de las más adversamente afectadas en el planeta. Hay un estimado de 1000 personas en cada kilómetro cuadrado, con la población nacional aumentando por 2 millones de personas cada año. Casi la mitad de la población está en situación de pobreza (definida como paridad de poder adquisitivo de US$ 1.25 por persona por día). La población carece de los recursos necesarios para responder a los desastres naturales, ya que el gobierno no puede ayudarlos.

### Flora y fauna

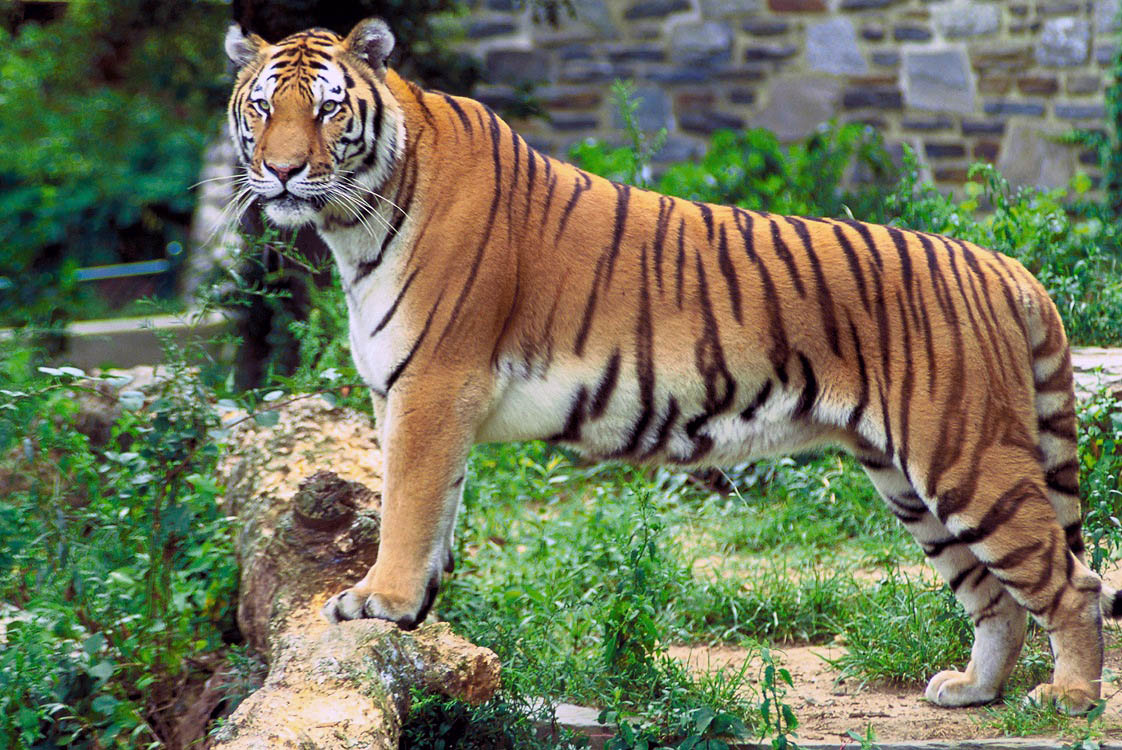
Tigre de Bengala.

Gran parte del litoral bangladesí comprende una selva pantanosa: los Sundarbans, el manglar más grande del mundo, hogar de una flora y fauna muy diversa, incluyendo al tigre de Bengala, el animal nacional del país. En 1997, esta región fue declarada en peligro de desaparición. El petirrojo-urraca oriental es el ave nacional de Bangladés y es comúnmente conocido como doyel o doel (bengalí: দোয়েল). Es un símbolo usado ampliamente en el país, ya que aparece en los billetes y un punto de referencia en la ciudad de Daca lleva el nombre de 'Doyel Chottor' (bengalí: "Plaza de Doyel"). La flor nacional es el nenúfar y la fruta nacional es el fruto del árbol de jack.
Bangladés está situado en el reino indomalayo, y se encuentra dentro de cuatro ecorregiones terrestres: Bosques caducifolios húmedos de las llanuras del Bajo Ganges, bosques pluviales de Mizoram-Manipur-Kachin, bosques pantanosos de agua dulce de Sundarbans y manglares de Sundarbans. Su ecología incluye una larga costa marítima, numerosos ríos y afluentes, lagos, humedales, bosques perennifolios, bosques semiperennifolios, bosques de colinas, bosques caducifolios húmedos, bosques pantanosos de agua dulce y tierras llanas con hierba alta. La llanura de Bangladés es famosa por su fértil suelo aluvial, que sustenta extensos cultivos. En el país predomina una vegetación exuberante, con aldeas a menudo enterradas en arboledas de mango, jackfruit, bambú, nuez de betel, coco y palmera datilera. El país cuenta con hasta 6000 especies vegetales, incluidas 5000 plantas con flor. Las masas de agua y los sistemas de humedales constituyen un hábitat para muchas plantas acuáticas. Los nenúfares y los lotos crecen intensamente durante la estación monzónica. El país cuenta con 50 santuarios de vida salvaje.
Bangladés alberga gran parte de los Sundarbans, el mayor bosque de manglares del mundo, con una superficie de 6000 km² en la región litoral suroccidental. Está dividido en tres santuarios protegidos: las zonas Sur, Este y Oeste. El bosque está declarado Patrimonio de la Humanidad por la UNESCO. La región nororiental de Sylhet alberga humedales haor, un ecosistema único. También incluye bosques tropicales y subtropicales de coníferas, un bosque pantanoso de agua dulce y bosques caducifolios mixtos. La región sudoriental de Chittagong abarca selvas montañosas perennifolias y semiperennifolias. El centro de Bangladés incluye el bosque Sal de llanura que se extiende por los distritos de Gazipur, Tangail y Mymensingh. La isla de San Martín es el único arrecife de coral del país.

Bangladés cuenta con una abundante fauna salvaje en sus bosques, pantanos, bosques y colinas. La gran mayoría de los animales viven en un hábitat de 150 000 kilómetros cuadrados. El tigre de Bengala, el leopardo nublado, el cocodrilo de agua salada, la pantera negra y el gato pescador son algunos de los principales depredadores de los Sundarbans. En el norte y el este de Bangladés viven el elefante asiático, el gibón hoolock, el oso negro asiático y el cálao oriental.

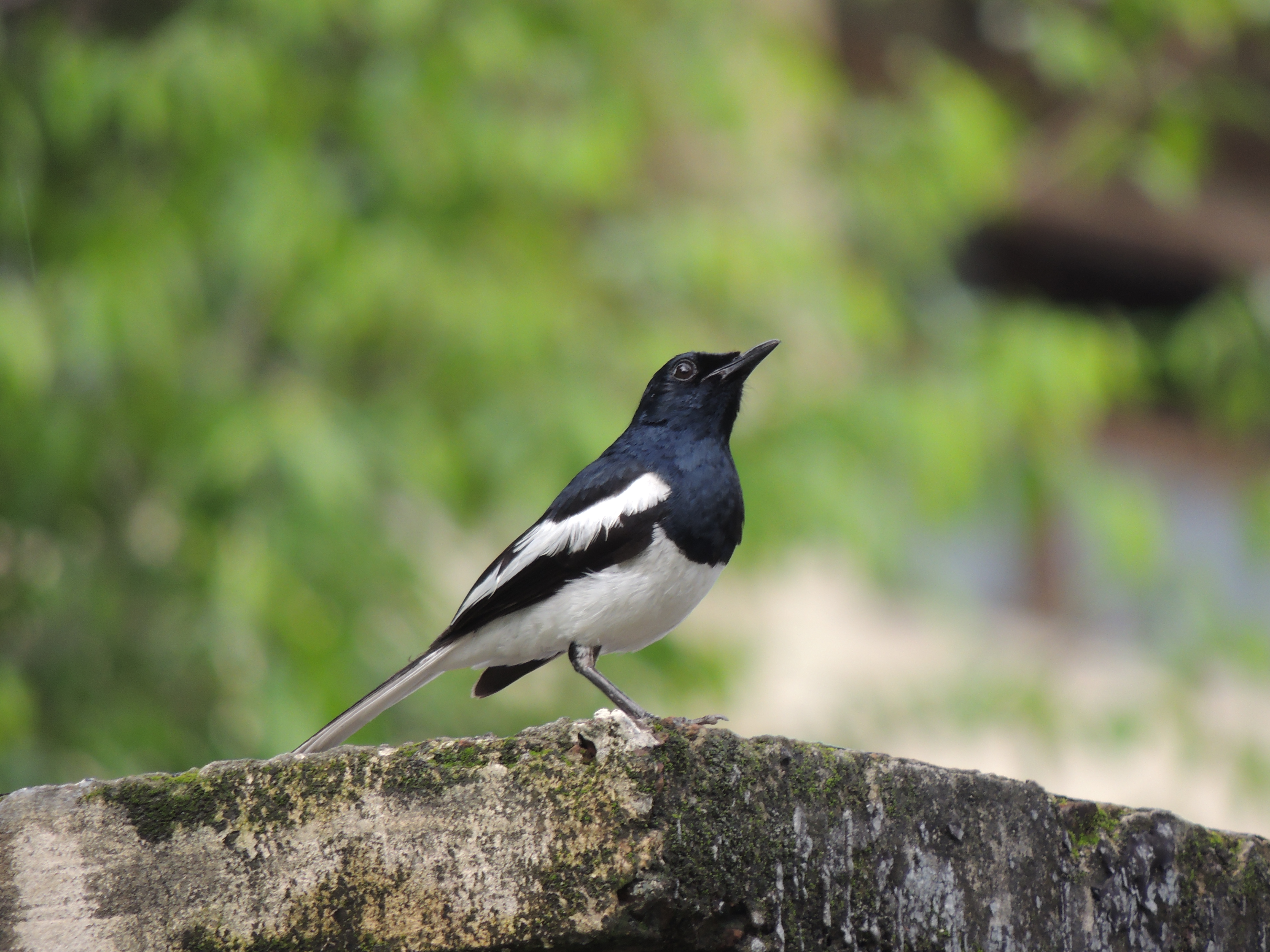
Copsychus saularis es el pájaro nacional en Bangladés.

El ciervo chital es muy común en los bosques del suroeste. Otros animales son la ardilla gigante negra, el langur capuchino, el zorro de Bengala, el ciervo sambar, el gato de la selva, la cobra real, el jabalí, las mangostas, los pangolines, las pitones y los monitores de agua. Bangladés tiene una de las mayores poblaciones de delfines del Irrawaddy y del Ganges. Según un censo de 2009, 6000 delfines del Irrawaddy habitan los ríos litorales de Bangladés. El país cuenta con numerosas especies de anfibios (53), reptiles (139), reptiles marinos (19) y mamíferos marinos (5). También cuenta con 628 especies de aves.
Varios animales se extinguieron en Bangladés durante el siglo pasado, entre ellos el rinoceronte de uno y dos cuernos y el pavo real común. La población humana se concentra en las zonas urbanas, lo que limita en cierta medida la deforestación. El rápido crecimiento urbano ha amenazado los hábitats naturales. Aunque muchas zonas están protegidas por ley, parte de la fauna salvaje de Bangladés se ve amenazada por este crecimiento. En 1995 se promulgó la Ley de Conservación del Medio Ambiente de Bangladés. El gobierno ha designado varias regiones como zonas ecológicamente críticas, entre ellas humedales, bosques y ríos. El proyecto del tigre de Sundarbans y el proyecto del oso de Bangladés son algunas de las iniciativas clave para reforzar la conservación. Ratificó el Convenio de Río sobre la Diversidad Biológica el 3 de mayo de 1994. En 2014, el país se disponía a revisar su Estrategia Nacional de Biodiversidad y Plan de Acción.

## Economía

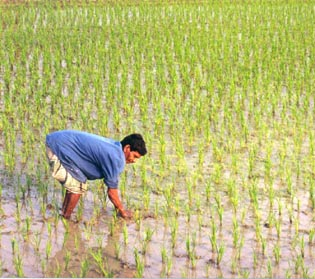
Agricultor en un arrozal. Cerca de dos tercios de la población del país se dedican a la agricultura.

Evolución histórica del PIB real per cápita en Bangladés.

A pesar de los continuos esfuerzos nacionales e internacionales para mejorar las perspectivas económicas y demográficas, Bangladés sigue siendo una nación en desarrollo. Su renta per cápita en 2010 es de US$ 590, en comparación con el promedio mundial de US$ 10 200. La propiedad de la tierra es desigual; el 60 % del terreno está en manos del 16 % de los propietarios; la mayor parte del alimento producido en el país es consumido en el extranjero, debido a lo que se ha señalado como una alianza entre los terratenientes y la industria exportadora.
Debido a los bajísimos costes laborales en el país, dada la alta tasa de pobreza y la baja o inexistente protección social, las principales compañías textiles multinacionales están instaladas en Bangladés. Desde 2005 se han producido al menos 700 muertes de trabajadores por incendios en fábricas.
De esta forma, por vía Bangladés de relaciones laborales, se conoce la caída de los salarios, eliminación de la intermediación entre empresario y trabajador y sometimiento pleno a los designios del primero. Por este motivo, Estados Unidos podría suspender los beneficios comerciales de Bangladés por las malas condiciones de trabajo y seguridad de los trabajadores.
El yute fue una vez el motor económico del país. Su participación en el mercado de las exportaciones alcanzó su punto más alto en la Segunda Guerra Mundial y a finales de la década de 1940 representaba un 80 % de las ganancias de exportación, e incluso a principios de la década de 1970 todavía representaba el 70 % de esa cifra. Sin embargo, en todo el mundo los productos de polipropileno comenzaron a utilizarse como sustituto de los productos de yute, y esta industria comenzó a declinar. Bangladés también cuenta con importantes cantidades de arroz (chaul), té (cha) y mostaza, todos ellos productos de exportación.
A pesar de que dos tercios de la población se dedica a la agricultura, más de las tres cuartas partes de los ingresos de exportación proceden de la industria textil, la cual comenzó a atraer a los inversores extranjeros en la década de 1980, debido en gran parte a la mano de obra barata y a los bajos impuestos. En 2002, esta industria exportó más de cinco mil millones de dólares en productos y actualmente emplea a más de tres millones de trabajadores, de los cuales el 90 % son mujeres. Una gran parte de las ganancias de las divisas del país también provienen de las remesas enviadas por los bangladesíes que viven en el extranjero.

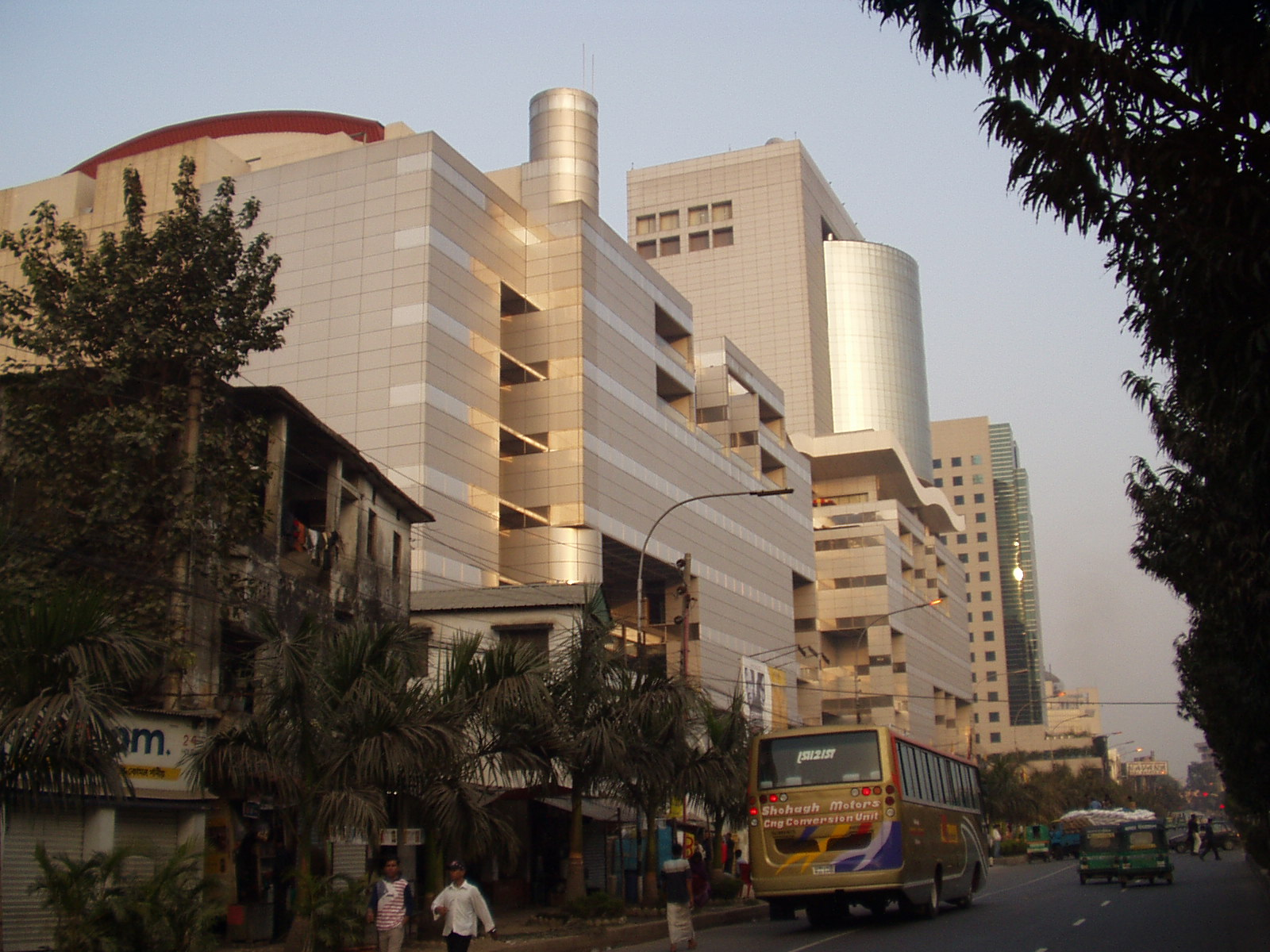
Bashundhara City, el centro comercial más grande en el sur de Asia.

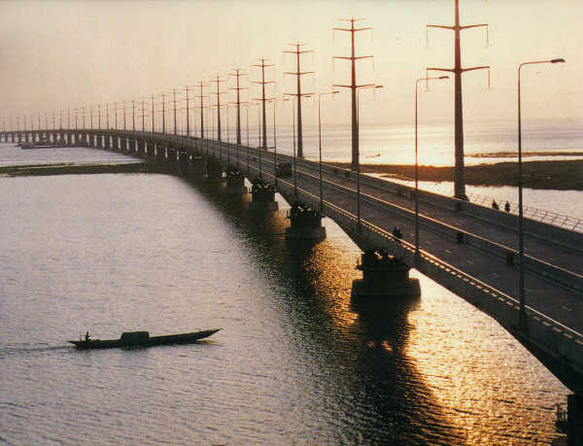
El Puente Jamuna: uno de los más grandes en el mundo.

Los obstáculos contra el crecimiento incluyen los frecuentes ciclones y las inundaciones, la incompetencia de las empresas paraestatales, las instalaciones portuarias antiguas, el crecimiento de la fuerza de trabajo que ha superado el número de empleos, el uso ineficiente de los recursos energéticos (como el gas natural), las fuentes de alimentación insuficientes, la lenta aplicación de las reformas económicas, las luchas políticas internas y la corrupción. De acuerdo con el Banco Mundial, «entre los obstáculos más importantes de Bangladés para el crecimiento se encuentran el mal gobierno y la debilidad de las instituciones públicas».
A pesar de estos obstáculos, de acuerdo con el Banco Mundial, desde 1990 el país ha logrado una tasa de crecimiento anual promedio del 5 %. Bangladés sufrió la expansión de su clase media y el desarrollo del sector terciario. En diciembre de 2005, cuatro años después de su informe sobre las economías emergentes del «BRICS» (Brasil, Rusia, India, China y Sudáfrica), Goldman Sachs nombró a Bangladés uno de los «Próximos once,» junto con Egipto, Indonesia, Vietnam y otros siete países. También se ha presentado un gran aumento de la inversión extranjera directa en empresas bangladesíes.
El país alberga a un gran número de grandes empresas locales como Beximco, Square, Grupo Akij, Ispahani, Grupo Navana, Grupo Transcom, Grupo Habib, KDS y varias multinacionales tales como Unocal Corporation y Chevron, las cuales realizan grandes inversiones, con el sector del gas natural siendo una prioridad. En diciembre de 2009, el Banco Central de Bangladés proyectó un crecimiento del PIB en alrededor del 5,9 %.

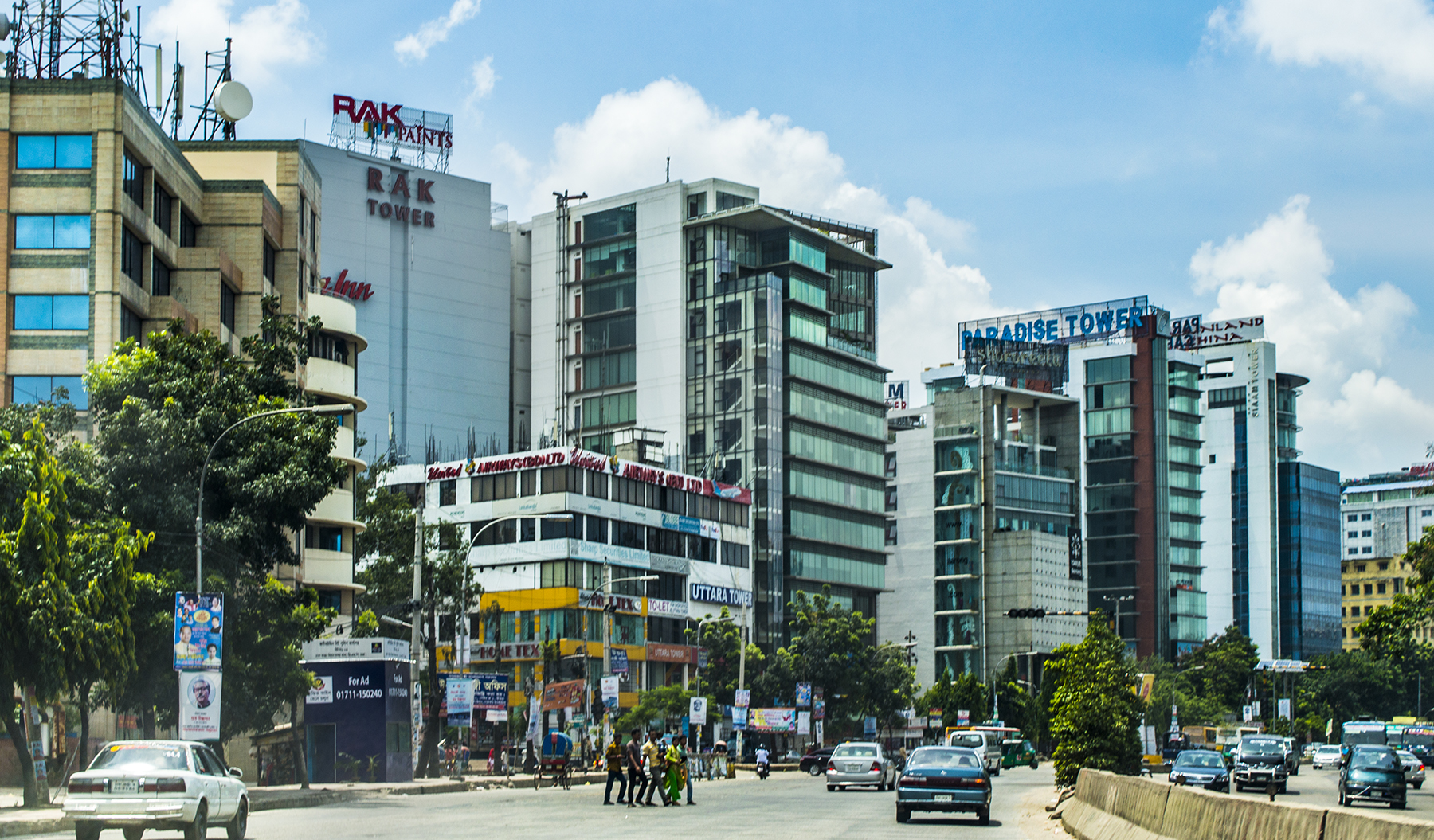
Edificios de Oficinas en Uttara en Daca, Bangladés

Un contribuyente importante al desarrollo de la economía ha sido la propagación generalizada del microcrédito por Muhammad Yunus (galardonado con el Premio Nobel de la Paz en 2006), a través del Banco Grameen. A finales de la década de 1990, el Banco Grameen contaba con 2,3 millones de miembros, junto con 2,5 millones de miembros de otras organizaciones similares. Con el fin de mejorar el crecimiento económico, el gobierno creó varias zonas francas para atraer la inversión extranjera, las cuales son administradas por la Autoridad de Zonas Francas de Bangladés.
Muchas multinacionales occidentales utilizan mano de obra en Bangladés, uno de los países más baratos del mundo: 30 euros al mes, frente a los 150 o 200 de China. Cuatro días son suficientes para que el CEO de una de las cinco marcas textiles más importantes del mundo gane lo que una trabajadora de la confección de Bangladés ganará durante su vida.
En abril de 2013, al menos 1135 trabajadores textiles murieron en el colapso de su fábrica. Otros accidentes mortales debidos a fábricas insalubres han afectado a Bangladés: en 2005 una fábrica se derrumbó y causó la muerte de 64 personas. En 2006, una serie de incendios causó la muerte de 85 personas e hirió a otras 207. En 2010, unas 30 personas murieron por asfixia y quemaduras en dos incendios graves. En 2006, decenas de miles de trabajadores se movilizaron en uno de los mayores movimientos de huelga del país, que afectó a casi todas las 4000 fábricas. La Asociación de Fabricantes y Exportadores de Prendas de Vestir de Bangladés (BGMEA) utiliza las fuerzas policiales para reprimir la situación. Tres trabajadores fueron asesinados, cientos más fueron heridos de bala o encarcelados. En 2010, después de un nuevo movimiento de huelga, casi 1000 personas resultaron heridas entre los trabajadores como resultado de la represión.

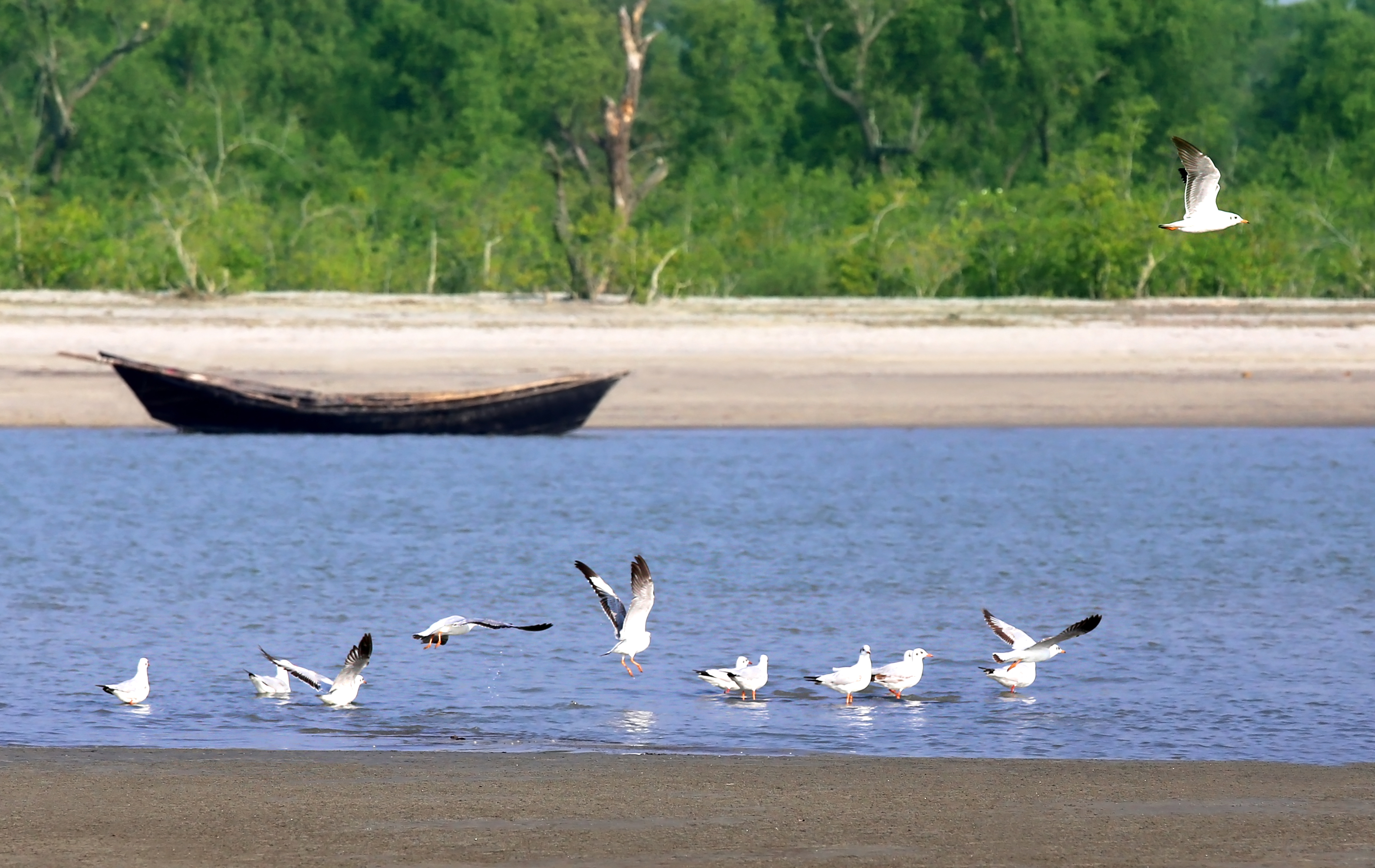
La playa de Kuakata en Bangladés.

La Confederación Sindical Internacional cita a Bangladés en 2018 como uno de los países con los niveles más bajos de derechos de los trabajadores. Afirma que "los trabajadores se enfrentan a una grave opresión por parte del Estado, que incluye violentas medidas contra las protestas pacíficas en las que interviene la famosa "policía industrial", e intimidación para impedir la formación de sindicatos". También se producen despidos masivos de trabajadores en huelga.
Según el Índice mundial de innovación, a cargo de la Organización Mundial de la Propiedad Intelectual, en 2024, Bangladés se ubicó en lugar 106 en innovación entre 133 países del mundo; mientras que en 2023 ocupó el lugar 105 y el lugar 102 en 2022.

### Turismo
La industria del turismo está en expansión y contribuye con alrededor del 3,02 % del PIB total. Los ingresos por turismo internacional de Bangladés en 2019 ascendieron a 391 millones de dólares. El país cuenta con tres lugares declarados Patrimonio de la Humanidad por la UNESCO (la Ciudad Mezquita, las ruinas budistas de Paharpur y los Sundarbans) y cinco lugares incluidos en la lista provisional. Entre las actividades para turistas se incluyen la pesca con caña, el esquí acuático, los cruceros fluviales, el senderismo, el remo, la navegación en yate y los baños de mar.
El Consejo Mundial de Viajes y Turismo (CMVT) informó en 2019 que la industria de viajes y turismo en Bangladés generó directamente 1 180 500 puestos de trabajo en 2018 o el 1,9 % del empleo total del país. Según el mismo informe, Bangladés experimenta alrededor de 125 000 llegadas de turistas internacionales al año. El gasto interno generó el 97,7 % del producto interior bruto (PIB) directo de viajes y turismo en 2012.

## Demografía

Distribución de los idiomas de Bangladés.

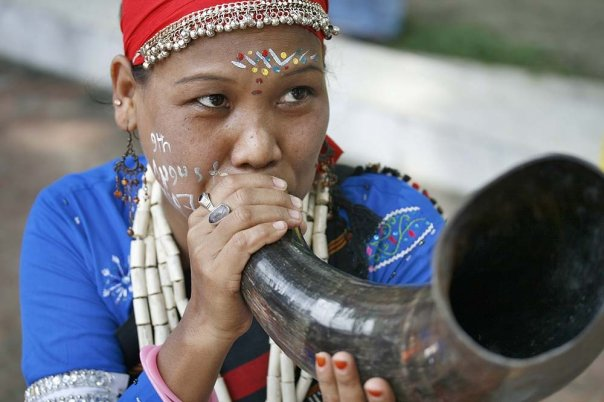
Una mujer mande durante el día de los Adivasi.

Estimaciones del Fondo Monetario Internacional calculan la población de Bangladés en más de 167 millones de habitantes, lo que lo coloca como la séptima nación más poblada del mundo. Con una superficie de 148 460 km², la densidad de población es notable. Para ponerlo en perspectiva, la población rusa es ligeramente menor a pesar de que Rusia tiene una superficie de 17,5 millones de kilómetros cuadrados, por lo menos 120 veces más grande que Bangladés.
El país cuenta con la mayor densidad de población en el mundo, sin contar algunas ciudades-estado y algunos países pequeños como Baréin. En las décadas de 1960 y 1970, su crecimiento demográfico fue uno de los más altos en el mundo, ya que el país pasó de 50 a 90 millones de habitantes, pero con la promoción de la planificación familiar en la década de 1980, la tasa de crecimiento disminuyó. La emigración a países más desarrollados (sobre todo al Reino Unido, en donde existe una numerosa comunidad bangladesí) contribuyó también a que el crecimiento de la población se ralentizara. La población es relativamente joven, pues el 60 % de los bangladesíes tienen entre 0 y 25 años de edad, mientras que solo el 3 % rebasa los 65 años. La esperanza de vida es de 63 años para hombres y mujeres.

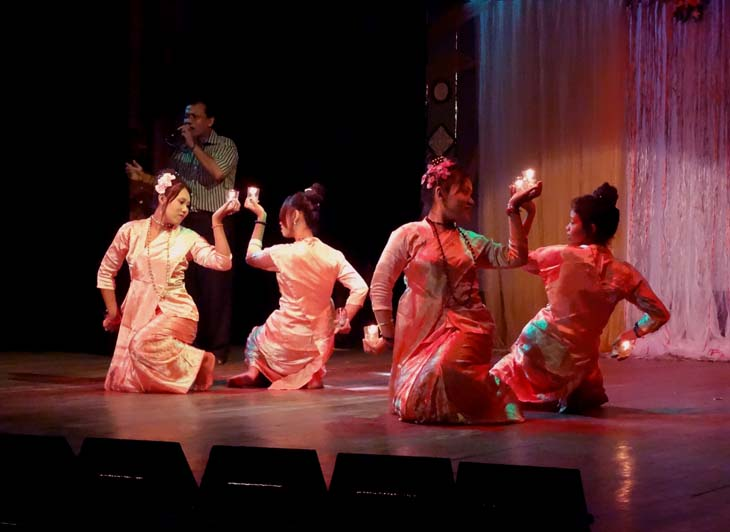
Marma.

El grupo étnico mayoritario es el pueblo bengalí, que comprende el 98 % de la población. El resto lo componen principalmente migrantes biharies y grupos tribales indígenas. Hay trece de estos grupos tribales, situados en las colinas de Chittagong, siendo la tribu más poblada la de los chakmas. Esta región ha sido una fuente de conflictos étnicos constante desde la independencia del país.
Los mayores grupos tribales fuera de esta zona son los Marma, los Chakma, los Santhals y los Garos (Achiks). También existen las etnias de Kaibartta, Meitei, Mundas, Oraons, Zomi; 52 en total. La trata de personas ha sido un problema persistente y la inmigración ilegal ha generado fricciones con Birmania y la India. En 2017 se llegó a un acuerdo para el regreso de refugiados rohinyá desde Birmania.
El idioma oficial y más ampliamente utilizado en Bangladés, así como en Bengala Occidental, es el bengalí o bangla, un idioma indoario de origen sánscrito que cuenta con su propio alfabeto. El inglés se utiliza como segunda lengua entre las clases media y alta y en la educación superior. Desde una orden del presidente en 1987, el bengalí se utiliza para toda la correspondencia oficial excepto en aquella que está dirigida a destinatarios extranjeros.

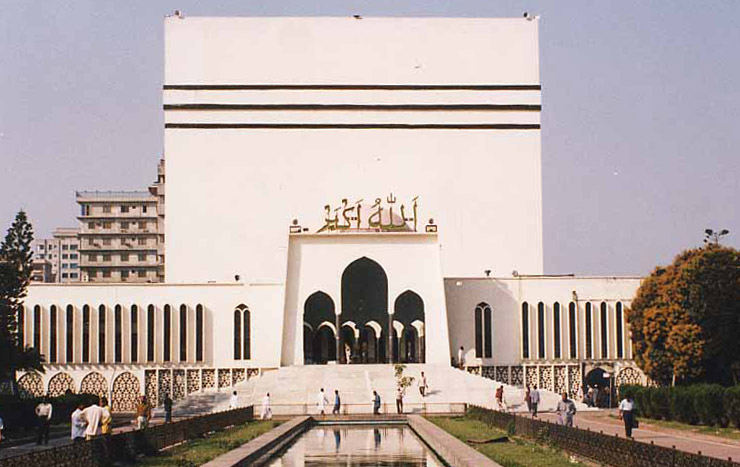
Baitul Mukarram, la mezquita nacional de Bangladés.

Recientemente, los niveles de salud y educación mejoraron, mientras los niveles de pobreza disminuyeron. La mayoría de los bangladesíes viven en comunidades rurales, dedicándose a la agricultura de subsistencia. Abundan los problemas de salud, que van desde la contaminación por arsénico de las aguas subterráneas, hasta enfermedades como el paludismo, la leptospirosis y el dengue. Los altos índices de contaminación unidos a unas malas condiciones de trabajo en el sector industrial por el alto riesgo de exposición a productos tóxicos y radioactivos, están provocando en los últimos años un aumento importante de casos de cáncer. La tasa de alfabetización es del 51,77 %. Actualmente ya no existe una disparidad de género, ya que las tasas de alfabetización se han nivelado en 71 % entre los hombres y 73 % entre las mujeres. La alfabetización se ha convertido en una prioridad gracias a muchos programas realizados por el gobierno local. Entre los más exitosos se encuentran el programa de alimentación para la educación (FFE), introducido en 1993, y un programa de becas para las mujeres que estudian en los niveles de primaria y secundaria.
La religión más difundida es el islam (89,7 %) y una considerable minoría se adhiere al hinduismo (9,2 %). Cerca del 97 % de los musulmanes son sunitas, mientras que más del 3 % son chiitas. Los biharíes étnicos son predominantemente musulmanes chiitas. Otros grupos religiosos incluyen a los budistas (0,7 %, en su mayoría theravadas), cristianos (0,3 %, principalmente católicos) y animistas (0,1 %). Bangladés es el cuarto país con mayor número de población musulmana, después de Indonesia, Pakistán y la India, con más de 135 millones. El islam es la religión estatal, pero otras también se pueden practicar en armonía.
La gran mayoría de la población vive en zonas rurales, y en 2011 sólo el 23,30 % de la población vivía en zonas urbanas.

### Localidades principales

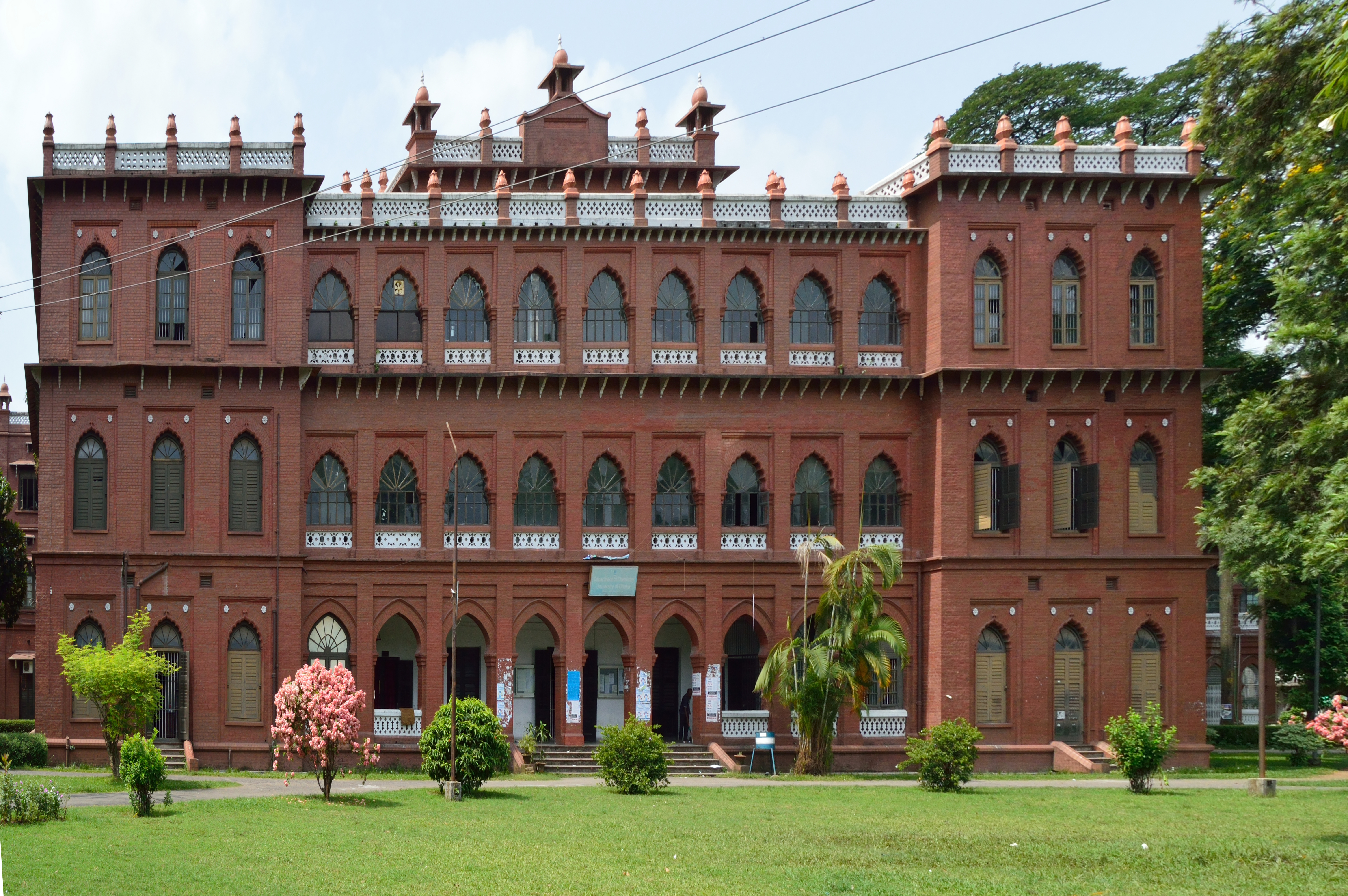
Departamento de Química de la Universidad de Daca

### Educación
En Bangladés, la duración media de la escolarización de las personas mayores de 25 años pasó de 2,8 años en 1990 a 5,2 años en 2015. El país ha conseguido importantes logros en educación primaria, con una tasa de matriculación de alrededor del 95 %, aunque una gran proporción abandona después la escuela sin completar su educación. A pesar de la educación obligatoria, el Estado no está en condiciones de proporcionar una infraestructura educativa adecuada. Por ello, hay muchas escuelas privadas y gestionadas por organizaciones no gubernamentales. 
Además de las escuelas estatales, en su mayoría de lengua bengalí, cada vez hay más escuelas públicas de lengua inglesa. El sistema educativo público de Bangladés sigue el modelo británico, introducido en Inglaterra en 1947. La enseñanza oficial es obligatoria durante cinco años y la asistencia a las escuelas públicas es gratuita. Sin embargo, muchos alumnos abandonan la escuela sin graduarse. Por tanto, el número de estudiantes de secundaria disminuye, y la proporción de chicas en los cursos superiores es mucho menor que la de chicos. Por lo tanto, para las niñas a partir del sexto curso, parte de los costes mensuales son cubiertos por el Estado. En 2015, el 38,5 % de todos los bangladesíes mayores de 15 años eran analfabetos. Entre las mujeres, la tasa era del 41,5 %, y entre los hombres, el 35,4 % no sabía leer ni escribir.

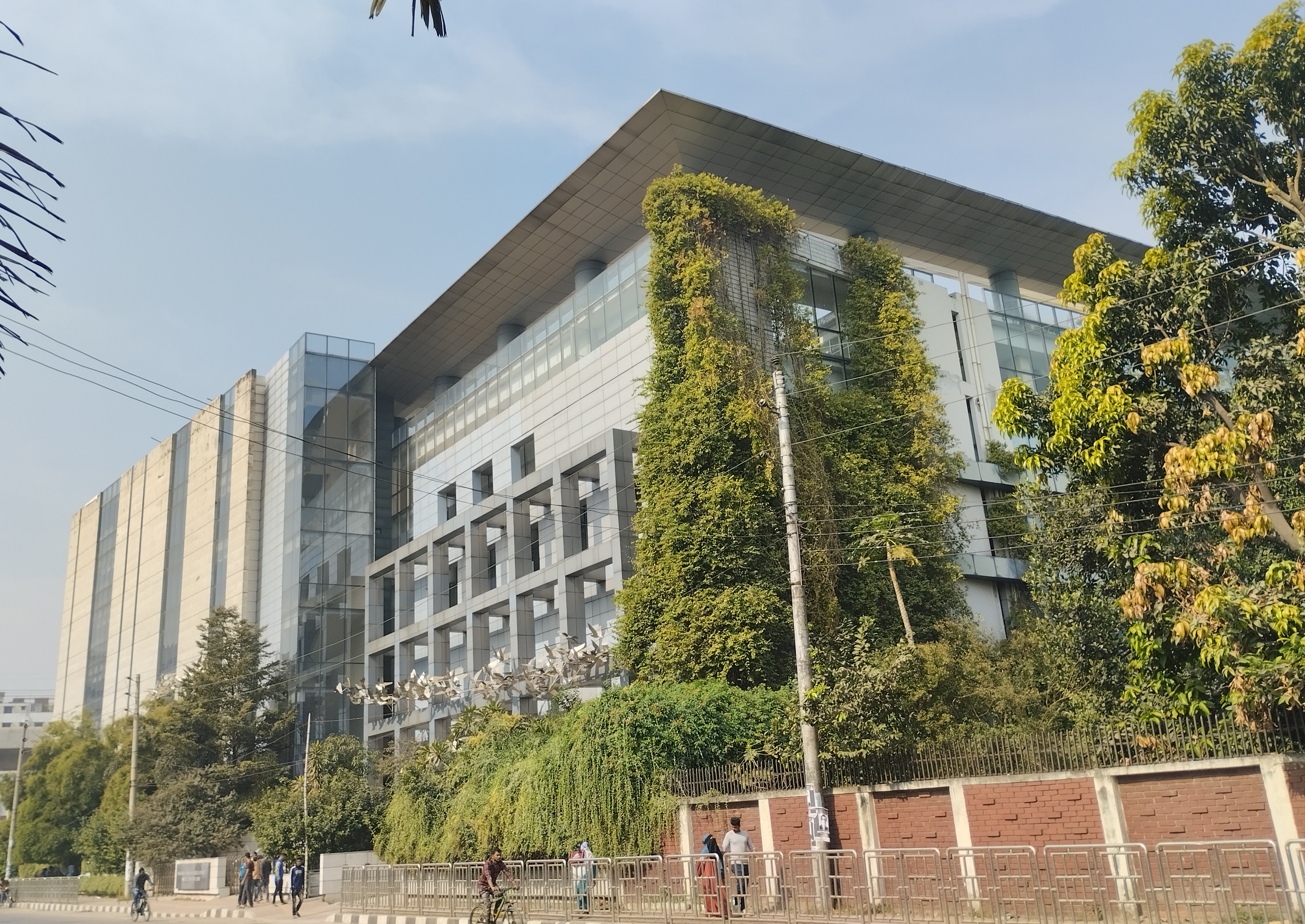
Centro de Convenciones de la Universidad Bangabandhu Sheikh Mujib.

El sistema educativo estatal tiene cuatro niveles principales: A los cinco años de primaria siguen tres años de enseñanza media, del sexto al octavo curso. A continuación se cursan dos años de enseñanza secundaria, que se completan con un examen de la Escuela Secundaria Superior (Higher Secondary School, HSC). La finalización con éxito de la Escuela Secundaria Superior da derecho al estudiante a asistir a un colegio o universidad estatal. En Bangladés hay más de 105 universidades estatales y privadas reconocidas. Una licenciatura dura cuatro años y un máster seis. Después, también existe la posibilidad de hacer un doctorado. Las universidades de Bangladés están muy politizadas. Periódicamente se producen disturbios estudiantiles y enfrentamientos violentos entre estudiantes, a menudo controlados a distancia por los dos partidos mayoritarios, el BNP y la Liga Awami, así como por el Jamaat-e-Islami, de orientación religiosa.
Además de las escuelas públicas, hay miles de madaris o madrasas, financiadas en gran parte por Arabia Saudí. Por regla general, también ofrecen educación básica gratuita a los niños de familias pobres que no podrían asistir a un centro educativo estatal. Su contenido docente sólo está parcialmente bajo control estatal.

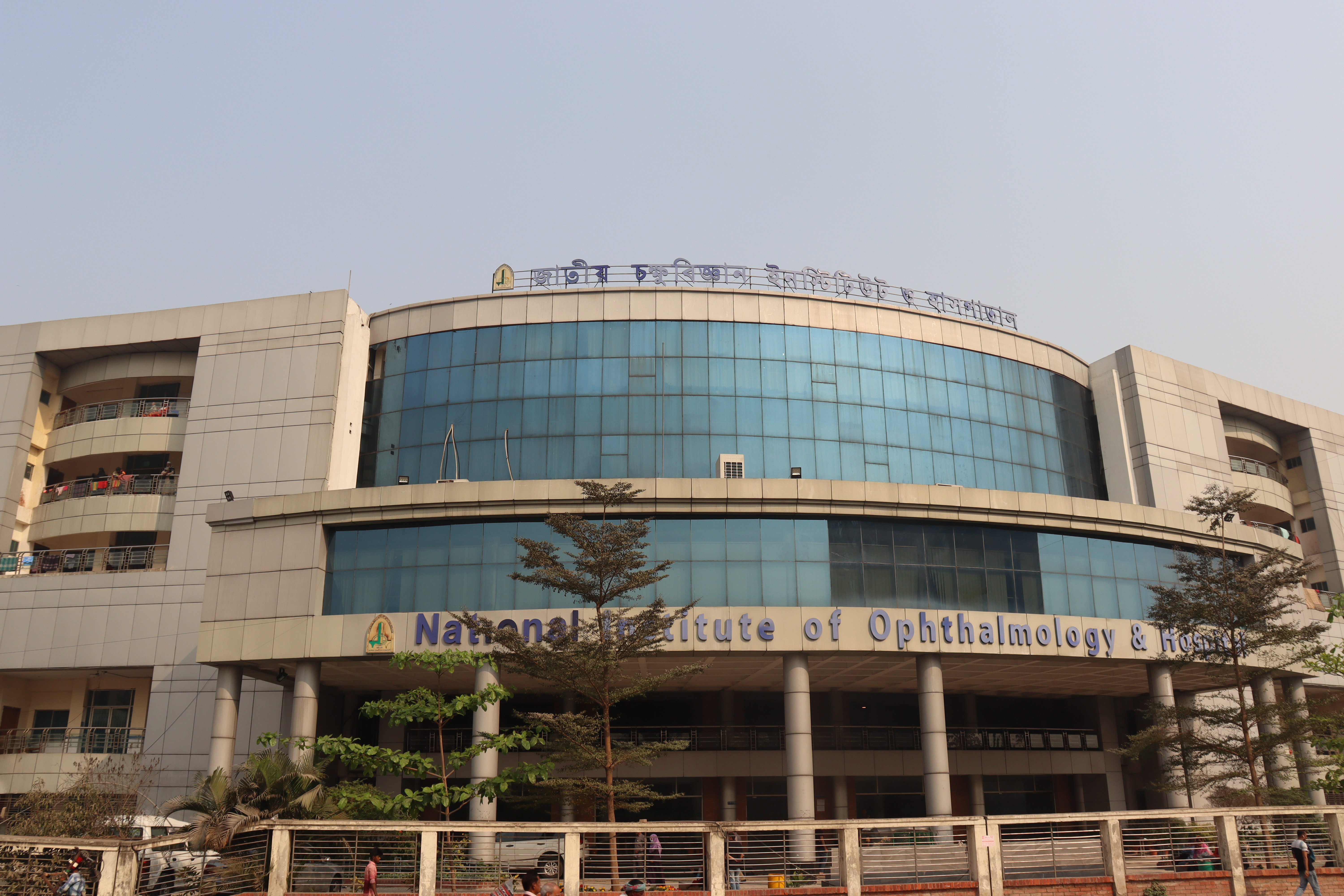
Hospital e Instituto Nacional de Oftalmología de Bangladés.

### Sanidad
La Constitución de Bangladés garantiza los servicios sanitarios como derecho fundamental a todos sus ciudadanos. El Ministerio de Sanidad y Bienestar Familiar es el mayor proveedor institucional de asistencia sanitaria de Bangladés y cuenta con dos divisiones: la División de Servicios Sanitarios y la División de Educación Médica y Bienestar Familiar: La División de Servicios Sanitarios y la División de Educación Médica y Bienestar Familiar. Sin embargo, los servicios sanitarios de Bangladés se consideran insuficientes, aunque han mejorado con el crecimiento de la economía y la reducción significativa de los niveles de pobreza. Bangladés se enfrenta a una grave crisis de personal sanitario, ya que los profesionales con formación oficial representan un pequeño porcentaje del personal sanitario total. Persisten importantes deficiencias en las prácticas de tratamiento de los médicos de aldea, con una prescripción generalizada de fármacos perjudiciales e inadecuados. Se fomenta la atención sanitaria por parte de proveedores informales.
El deficiente sistema sanitario de Bangladés sufre una grave falta de financiación por parte del Gobierno En 2019, alrededor del 2,48 % del PIB total se atribuyó a la sanidad, y el gasto público nacional en sanidad fue del 18,63 % del presupuesto total, mientras que los gastos de bolsillo constituyeron la gran mayoría del presupuesto total, con un total del 72,68 %.

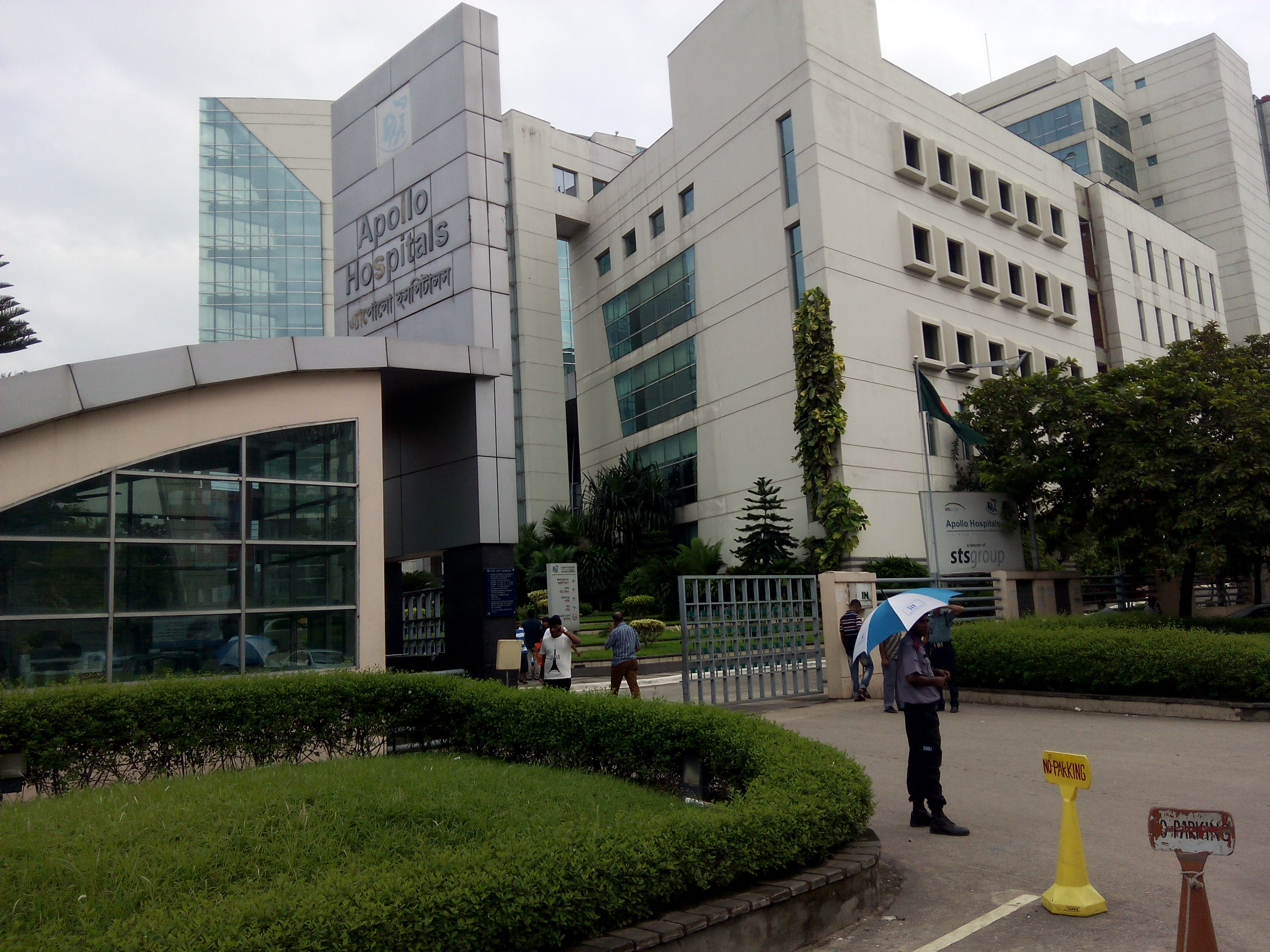
El Hospital Apollo en Daca.

El gasto sanitario privado nacional supuso alrededor del 75 % del gasto sanitario total. En 2020, sólo había 5,3 médicos por cada 10 000 habitantes, y alrededor de 6 médicos y 3 enfermeros por cada 10 000 habitantes, mientras que el número de camas hospitalarias era de 8 por cada 10 000. La esperanza de vida al nacer en Bangladés era de 73 años (71 años para los hombres y 75 años para las mujeres) en 2020, y tiene una tasa de mortalidad infantil (24 por cada 1000 nacidos vivos) y una tasa de mortalidad infantil (29 por cada 1000 nacidos vivos) comparativamente altas. La mortalidad materna sigue siendo alta: 173 por cada 100 000 nacidos vivos Bangladés es un mercado de origen clave para el turismo médico de varios países, principalmente India, debido a la insatisfacción y desconfianza de sus ciudadanos respecto a su propio sistema sanitario.
Las principales causas de muerte son las enfermedades coronarias, los accidentes cerebrovasculares y las enfermedades respiratorias crónicas, que representan el 62 % y el 60 % de todas las muertes de hombres y mujeres adultos, respectivamente. La malnutrición es un problema importante y persistente en Bangladés, que afecta principalmente a las regiones rurales; más de la mitad de la población la padece. La desnutrición aguda grave afecta a 450 000 niños, mientras que cerca de 2 millones padecen desnutrición aguda moderada. Entre los menores de cinco años, el 52 % padece anemia, el 41 % retraso en el crecimiento, el 16 % emaciación y el 36 % insuficiencia ponderal. Una cuarta parte de las mujeres tiene un peso inferior al normal y alrededor del 15 % presenta baja estatura, mientras que más de la mitad también padece anemia.

## Cultura

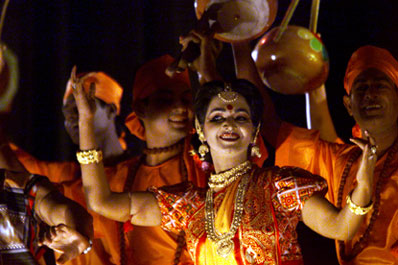
Bailarines bangladesíes interpretando un baile tradicional.

Como reflejo de la larga historia de la región, Bangladés tiene una cultura que abarca elementos antiguos y nuevos. El idioma bengalí cuenta con un rico patrimonio literario, el cual se comparte con el estado indio de Bengala Occidental. El primer texto literario en bengalí data del s. VIII d. C., la obra Charyapada. La literatura bengalí medieval a menudo era religiosa (por ejemplo, Chandidas), o adaptada de otros idiomas (por ejemplo, Alaol). La literatura bengalí alcanzó su plena expresión en el siglo XIX, entre sus mayores iconos destacan los poetas Rabindranath Tagore y Kazi Nazrul Islam, ambos, sin embargo, originarios de la parte occidental de Bengala, actualmente perteneciente a la India. Bangladés también tiene una larga tradición en la literatura popular, con obras como Maimansingha Gitika, Thakurmar Jhuli y otras historias relacionadas con Gopal Bhar.
La tradición musical bangladesí se encuentra basada en letras, con un mínimo acompañamiento instrumental (Baniprodhan). La tradición Baul es un patrimonio único de la música folclórica de Bengala, además de que existen otras muchas que varían de una región a otra: Gombhira, Bhatiali y Bhawaiya son algunos de los géneros musicales más conocidos. La música folclórica de Bengala suele ir acompañada del ek tara, un instrumento musical de una sola cuerda, la dotara, el dhol, la flauta y la tabla. Bangladés también cuenta con un patrimonio activo en la música clásica indostaní. Del mismo modo, las formas de danza provienen de las tradiciones populares, especialmente las de los grupos tribales, así como de la amplia tradición de danza india.

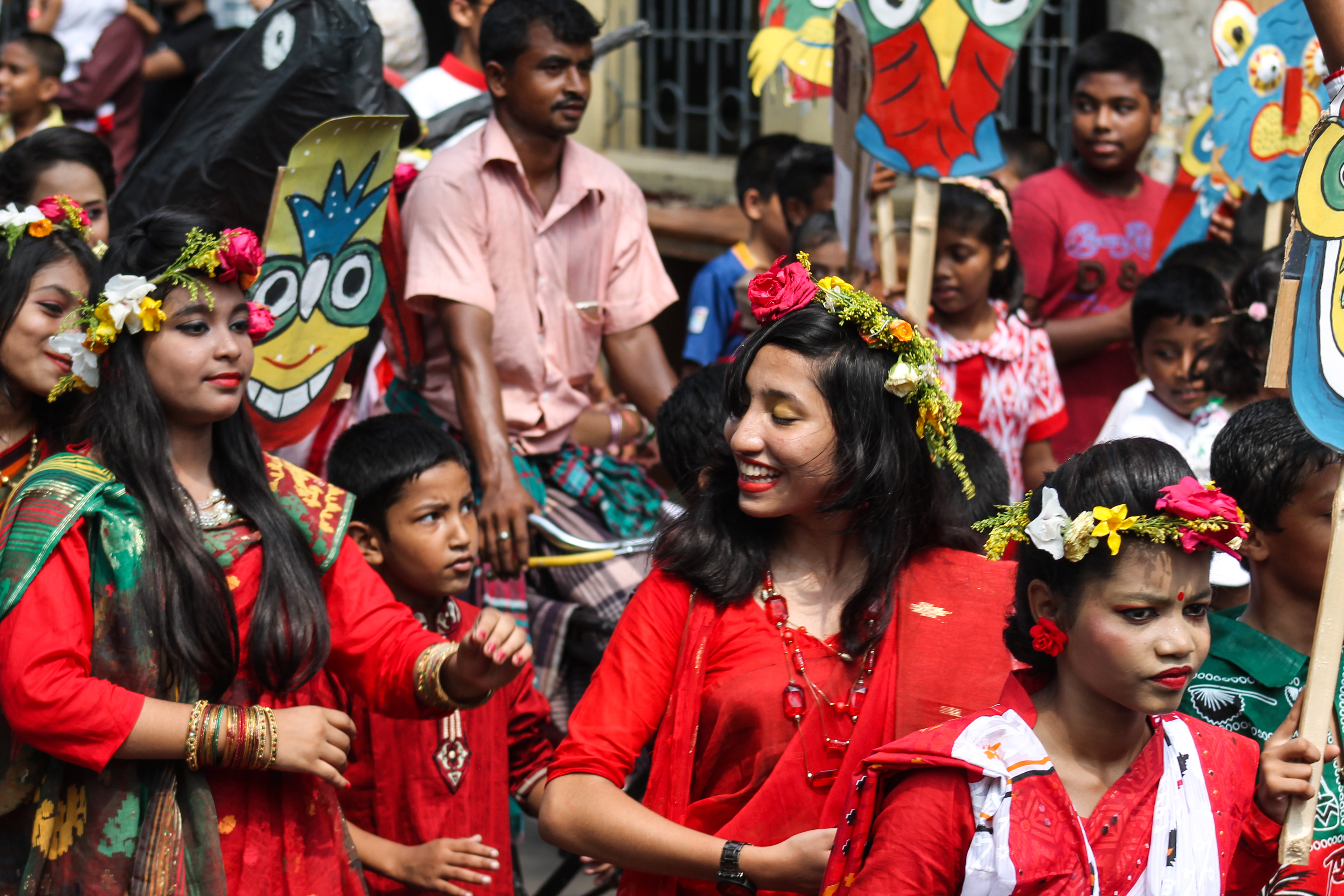
Celebraciones del festival del Pohela Boishakh (Año nuevo) en 14 de abril en Chittagong.

En el país se producen alrededor de ochenta películas al año, además de que las principales películas indias también son muy populares. El 27 de agosto de 2016, Under Construction, una película de la directora bangladesí Rubaiyat Hossain, ganó el Gran Premio Luna de Islantilla a la Mejor Película en el 9.º Festival Internacional de Cine de Islantilla (Huelva, España), así como la Luna de Islantilla a la Mejor Actriz, que fue para la también actriz bangladesí Shahana Boswani.
También se publican alrededor de 200 periódicos, junto con más de 1800 publicaciones de otros tipos. No obstante, son pocos los lectores regulares, los cuales conforman menos del 15 % de la población. Los bangladesíes escuchan una gran variedad de programas de radio locales y nacionales de Bangladesh Betar, así como cuatro estaciones de radio FM privadas (Radio Foorti, ABC Radio, Radio Today, Radio Amar) cuya popularidad entre las generaciones más jóvenes crece rápidamente en las ciudades más importantes. También hay servicios de radio de la BBC y la Voz de América en bengalí. El canal de televisión dominante es la paraestatal Bangladesh Television, pero en los últimos años los canales de la iniciativa privada se han desarrollado considerablemente. Los medios de comunicación del país usan indistintamente el bengalí y el inglés.

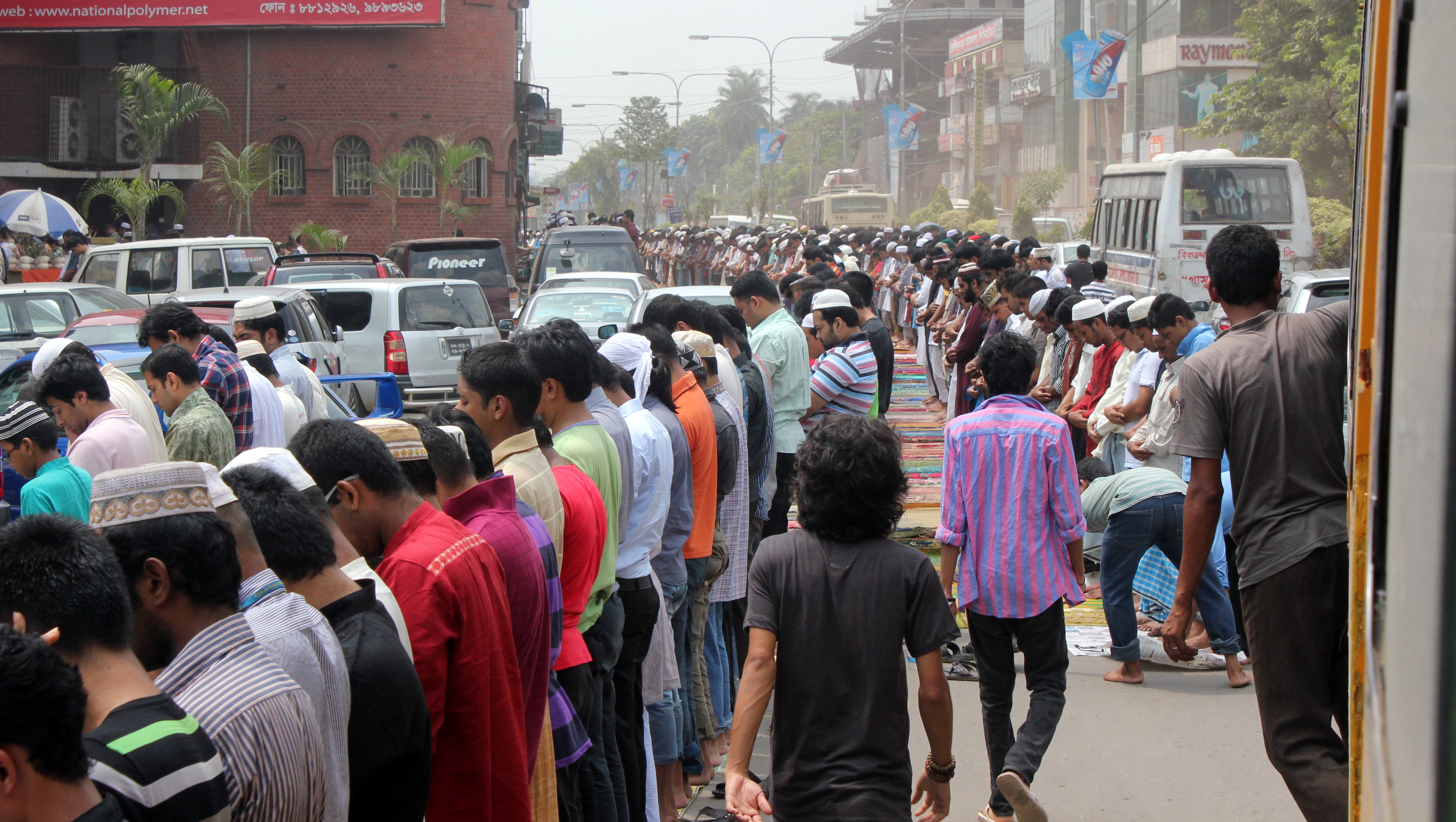
Salat en Daca.

La tradición culinaria tiene estrechas relaciones con la cocina india y la de Oriente Medio, pero también cuenta con sus propias características únicas. El arroz y el curry son los ingredientes más tradicionales. En Bangladés se producen varios dulces de leche muy distintivos, algunos de los más comunes son el rôshogolla, el chômchôm y el kalojam.
El sari (shari) es la indumentaria más usada entre las mujeres bangladesíes. Daca, en particular, es famosa por la producción de saris de exquisita muselina Jamdani. El salwar kameez (shaloar kamiz) también es muy popular, mientras que en las zonas urbanas algunas mujeres usan la vestimenta occidental. Entre los hombres, esta última es la más usada. No obstante, los hombres también visten la combinación kurta-pijama, a menudo en ocasiones religiosas; y el lungui, una especie de falda larga.

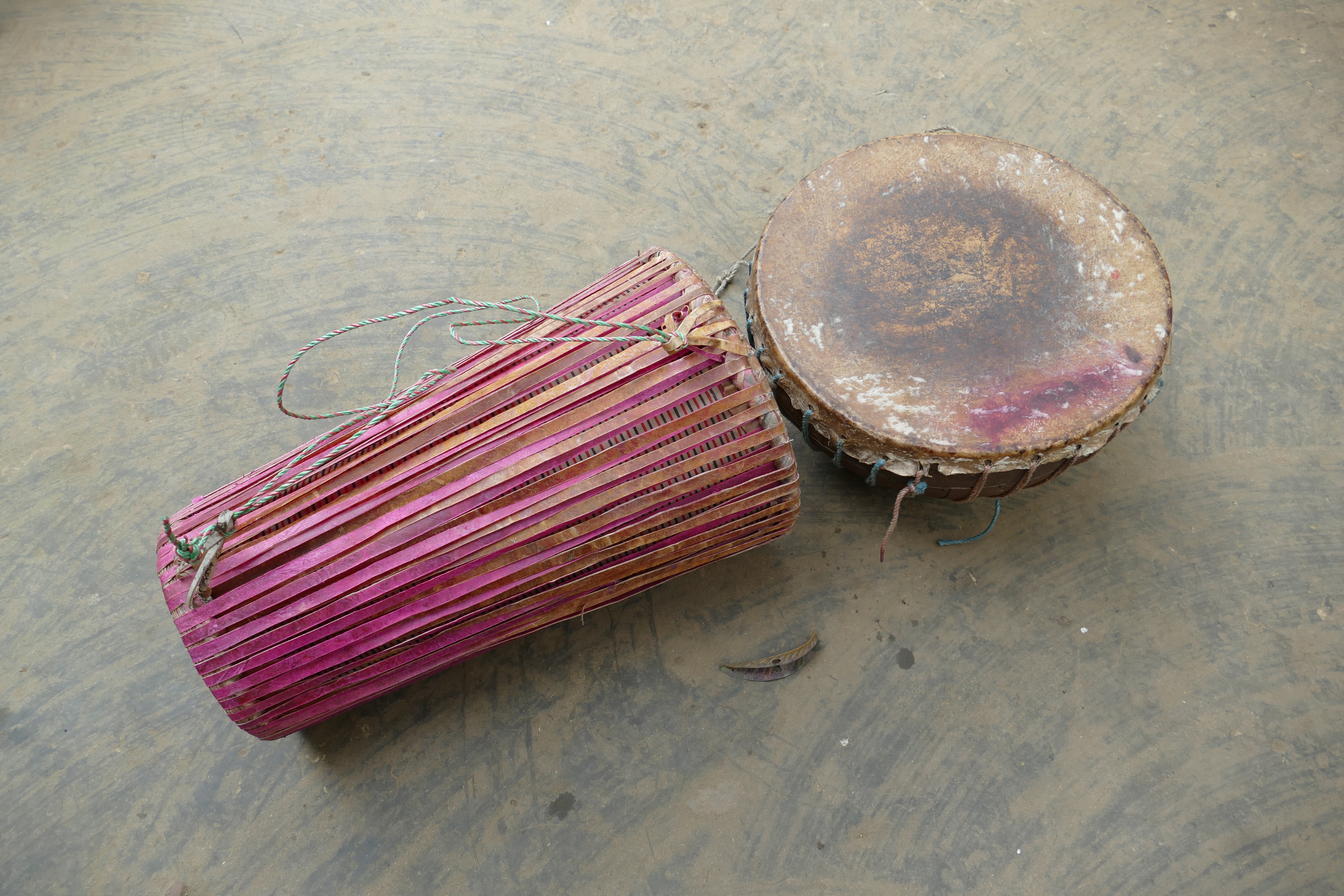
Tamak ' (d.) y Tumdak' (i.) - tambores típicos del pueblo santhal, fotografiados en una aldea en distrito de Dinajpur, Bangladés.

Los dos Eids, el Eid ul-Fitr y el Eid ul-Adha son los festivales más grandes en el calendario islámico. El día antes del Eid ul-Fitr se llama Chãd Rat (la noche de la luna) y usualmente se celebra con fuegos artificiales. En el país también se celebran otras fiestas musulmanas. Los festivales hindúes más grandes son el Durga Puja, el Kali Puja y el Sarasvati Puja. El Buda Purnima, que conmemora el nacimiento de Buda, es uno de los festivales budistas más importantes, mientras que la Navidad, llamada Borodin (gran día) en Bengala es celebrada por la minoría cristiana. El festival secular más importante es el Pohela Baishakh o el año nuevo, el comienzo del calendario bengalí. Otras festividades incluyen el Nobanno, Poush parbon (festival de Poush) y varios días nacionales como el Shohid Dibosh.

### Literatura
El testimonio más antiguo de escritura en Bangladés es la inscripción Mahasthan Brahmi, que data del siglo III a. C. En el Imperio Gupta, la literatura sánscrita prosperó en la región. El bengalí se desarrolló a partir del sánscrito y el magadhi prakrit entre los siglos VIII y X. La literatura bengalí es una tradición milenaria; las Charyapadas son los primeros ejemplos de poesía bengalí. El espiritualismo sufí inspiró a muchos escritores musulmanes bengalíes.
Durante el sultanato de Bengala, los escritores bengalíes medievales se vieron influidos por las obras árabes y persas. Los sultanes de Bengala patrocinaron la literatura bengalí. Algunos ejemplos son los escritos de Maladhar Basu, Bipradas Pipilai, Vijay Gupta y Yasoraj Khan. Los chandidas son notables poetas líricos de principios de la Edad Media. Syed Alaol fue el bardo de la literatura bengalí media. El Renacimiento de Bengala dio forma a la literatura bengalí moderna, que incluye novelas, relatos cortos y ciencia ficción. Rabindranath Tagore fue el primer Premio Nobel de Literatura no europeo y se le describe como el Shakespeare bengalí. Kazi Nazrul Islam fue un poeta revolucionario que abrazó la rebelión política contra el colonialismo y el fascismo. Begum Rokeya está considerada la escritora feminista pionera de Bangladés.

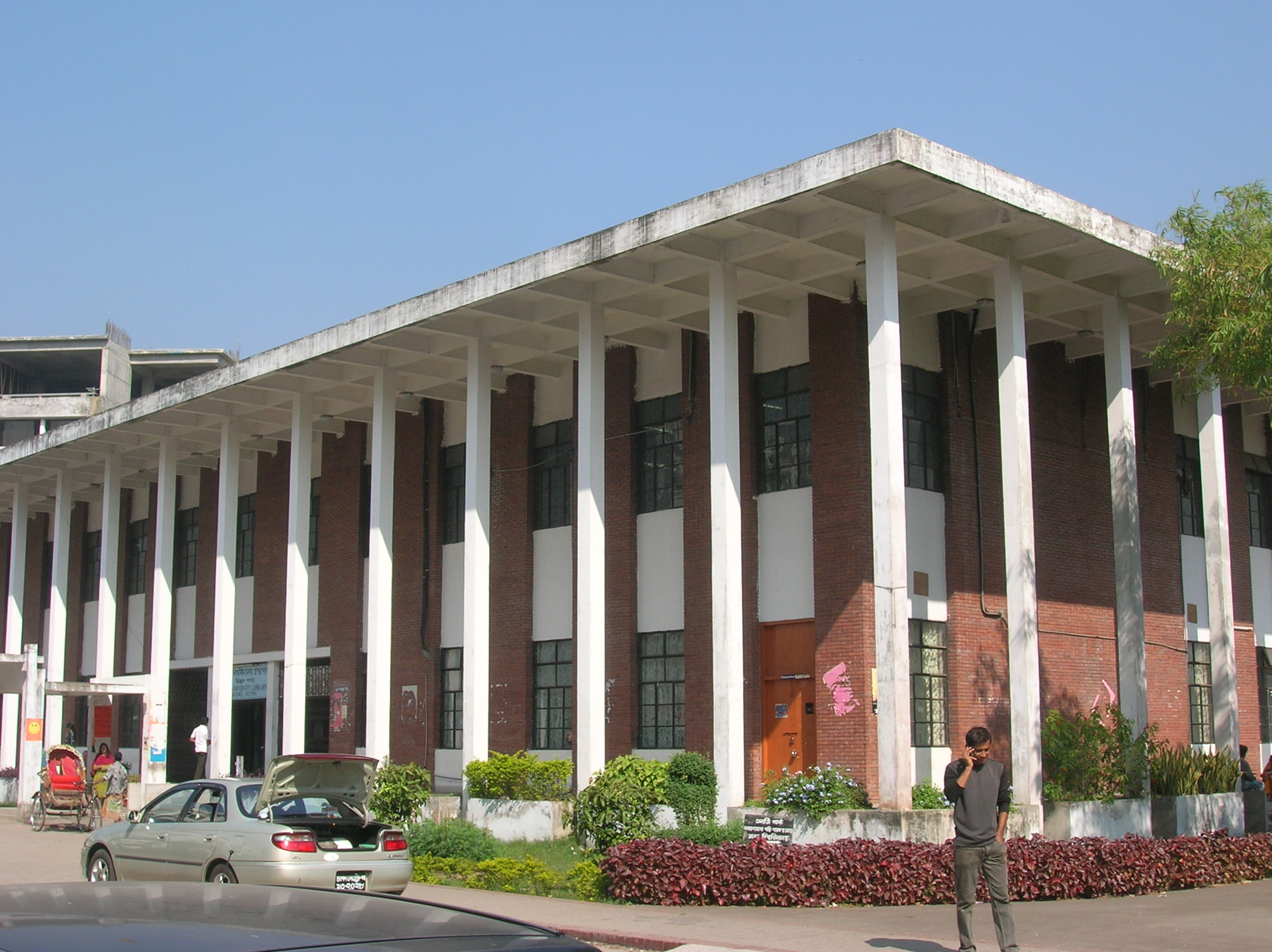
Biblioteca de la Universidad de Daca.

Otros iconos del llamado renacimiento fueron Michael Madhusudan Dutt y Sarat Chandra Chattopadhyay. El escritor Syed Mujtaba Ali destaca por su visión cosmopolita del mundo bengalí. Jasimuddin fue un reconocido poeta pastoril. Shamsur Rahman y Al Mahmud están considerados dos de los más grandes poetas bengalíes surgidos en el siglo XX. Farrukh Ahmad, Sufia Kamal, Syed Ali Ahsan, Ahsan Habib, Abul Hussain, Shahid Qadri, Fazal Shahabuddin, Abu Zafar Obaidullah, Omar Ali, Al Mujahidi, Syed Shamsul Huq, Nirmalendu Goon, Abid Azad, Hasan Hafizur Rahman y Abdul Hye Sikder son figuras importantes de la poesía bangladesí moderna. 
Ahmed Sofa está considerado el intelectual bangladesí más importante de la época posterior a la independencia. Humayun Ahmed fue un popular escritor del realismo mágico y la ciencia ficción bangladesíes modernos. Entre los escritores de ficción bangladesíes destacan Mir Mosharraf Hossain, Akhteruzzaman Elias, Alauddin Al Azad, Shahidul Zahir, Rashid Karim, Mahmudul Haque, Syed Waliullah, Shahidullah Kaiser, Shawkat Osman, Selina Hossain, Shahed Ali, Razia Khan, Anisul Hoque y Abdul Mannan Syed.
La Feria del Libro Ekushey y el Festival de Literatura de Dhaka, organizados anualmente por la Academia Bangla, figuran entre los mayores festivales literarios del sur de Asia.

### Arquitectura

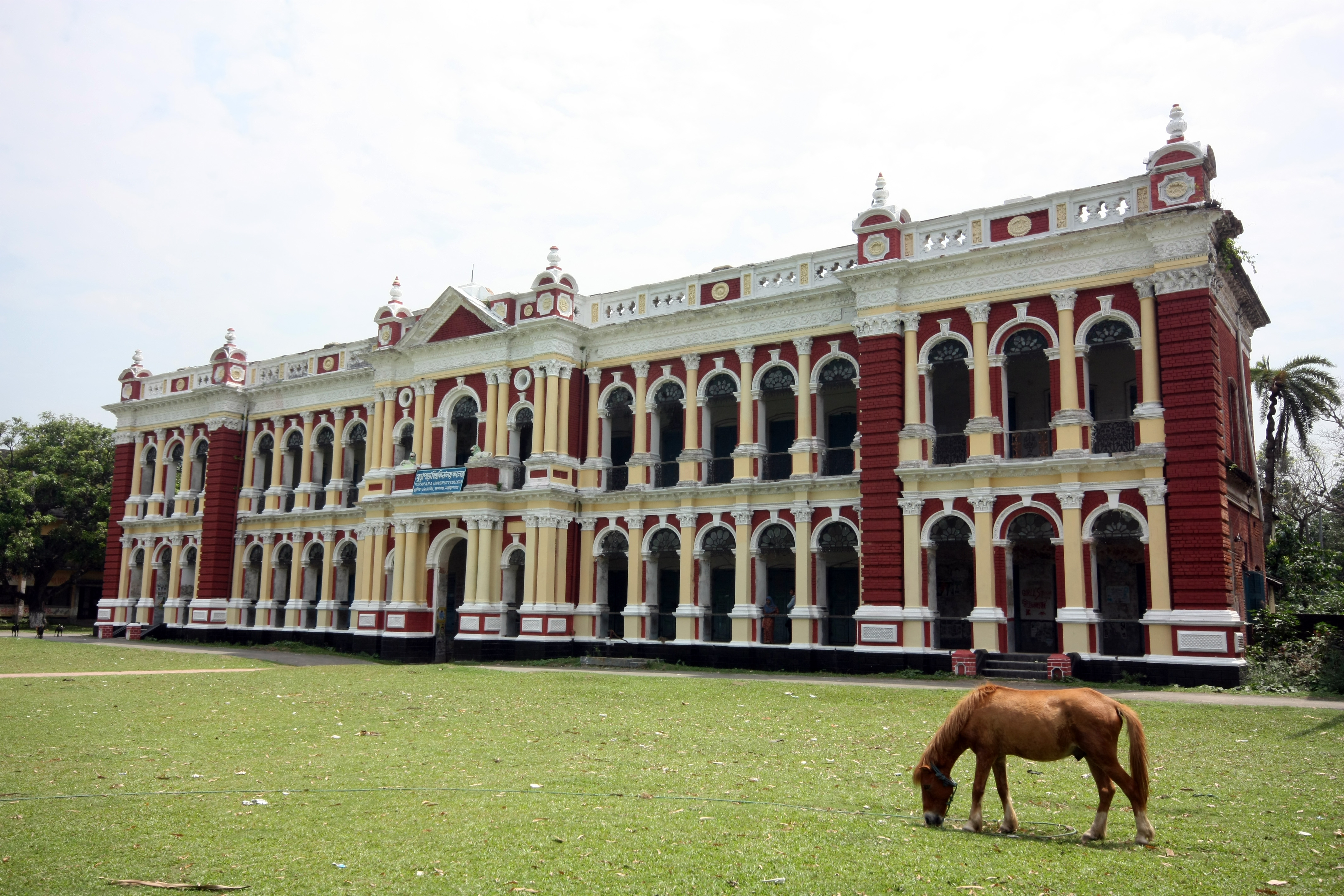
El Palacio de Murapara Rajbari.

Las tradiciones arquitectónicas de Bangladés tienen un patrimonio de 2500 años. La arquitectura de terracota es un rasgo distintivo de Bengala. La arquitectura bengalí preislámica alcanzó su apogeo en el Imperio Pala, cuando la Escuela Pala de Arte Escultórico estableció grandes estructuras como el Somapura Mahavihara. La arquitectura islámica comenzó a desarrollarse bajo el sultanato de Bengala, cuando los estilos locales de terracota influyeron en la construcción de mezquitas medievales.
La Mezquita de las Sesenta Cúpulas fue la mayor mezquita medieval construida en Bangladés y es un buen ejemplo de arquitectura turco-bengalí. El estilo mogol sustituyó a la arquitectura autóctona cuando Bengala se convirtió en provincia del Imperio mogol e influyó en el desarrollo urbanístico. Los templos de Kantajew y Dhakeshwari son excelentes ejemplos de la arquitectura de templos hindúes de finales de la Edad Media. La arquitectura del renacimiento indo-sarraceno, basada en estilos indo-islámicos, floreció durante el periodo británico. La nobleza zamindar de Bangladés construyó numerosos palacios y mansiones rurales indo-sarracenos, como el Ahsan Manzil, el palacio Tajhat, el palacio Dighapatia, el Puthia Rajbari y el Natore Rajbari.

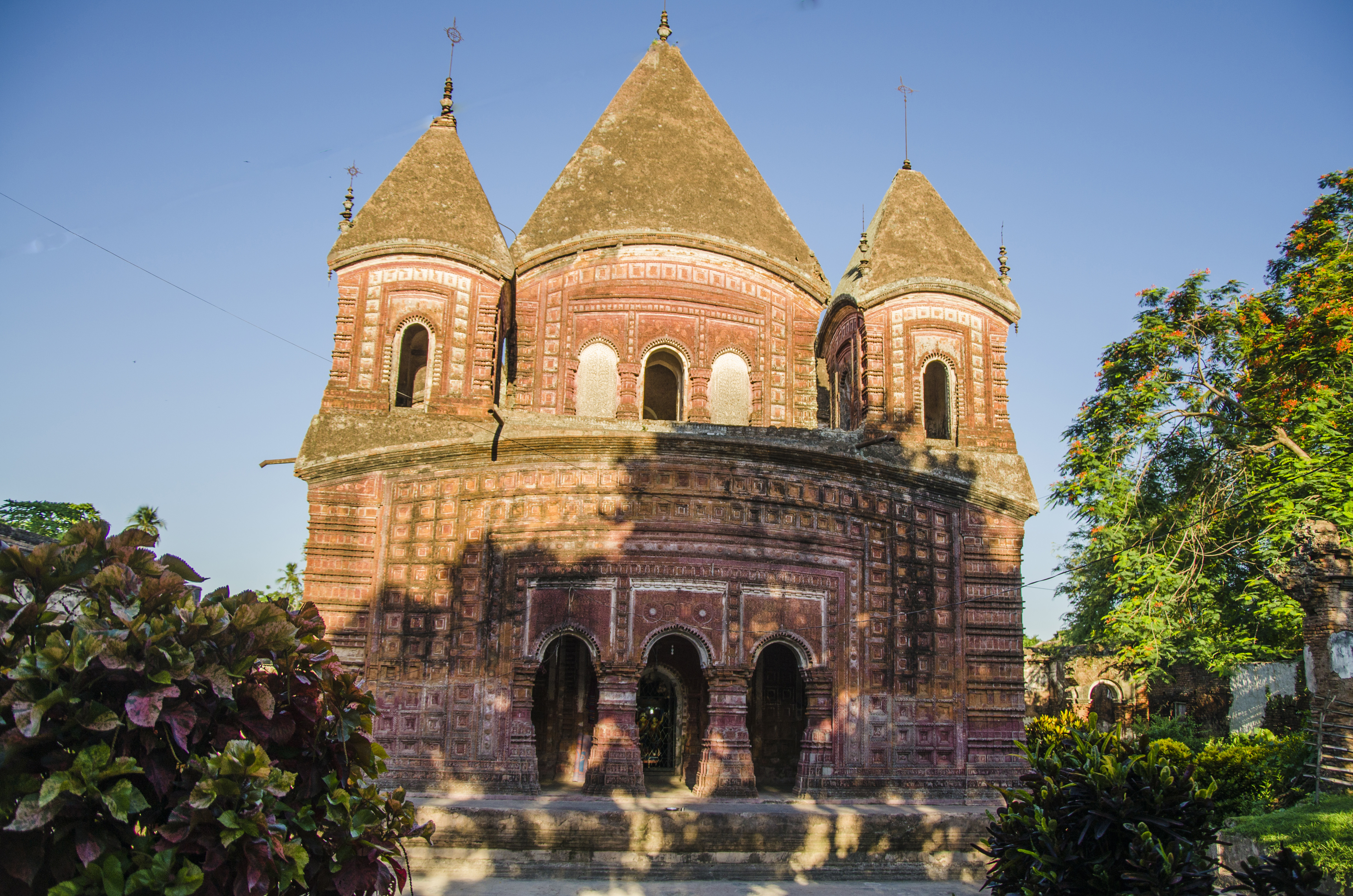
El Templo de Pancha Ratna Govinda

La arquitectura vernácula bengalí destaca por ser pionera en el bungalow. Las aldeas bengalíes están formadas por casas con tejados de paja hechas de materiales naturales como barro, paja, madera y bambú. En la actualidad, los bungalows son cada vez más de hojalata.
Muzharul Islam fue el pionero de la arquitectura moderna de Bangladés. Sus variadas obras marcaron el rumbo de la práctica arquitectónica moderna en el país. Islam atrajo a destacados arquitectos de todo el mundo, como Louis Kahn, Richard Neutra, Stanley Tigerman, Paul Rudolph, Robert Boughey y Konstantinos Doxiadis, para que trabajaran en el antiguo Pakistán Oriental. Louis Kahn fue elegido para diseñar el Complejo del Parlamento Nacional en Sher-e-Bangla Nagar. 
Los monumentales diseños de Kahn, que combinan la estética regional del ladrillo rojo, su propio brutalismo de hormigón y mármol y el uso de lagos para representar la geografía bengalí, están considerados una de las obras maestras del siglo XX. En épocas más recientes, arquitectos galardonados como Rafiq Azam han marcado el rumbo de la arquitectura contemporánea adoptando influencias de las obras de Islam y Kahn.
En el contexto moderno, la arquitectura de Bangladés se ha diversificado, reflejando atributos arquitectónicos contemporáneos y aspectos estéticos y tecnológicamente avanzados. Desde la creación de Bangladés, los avances económicos han impulsado la arquitectura desde sus formas tradicionales hasta el contexto contemporáneo. Con la creciente urbanización y modernización, la forma arquitectónica se está convirtiendo en modernidad, abarcando una amplia gama de su patrimonio y tradición. La arquitectura de Bangladés puede proporcionar una visión de la historia y la vida del pueblo bangladesí.

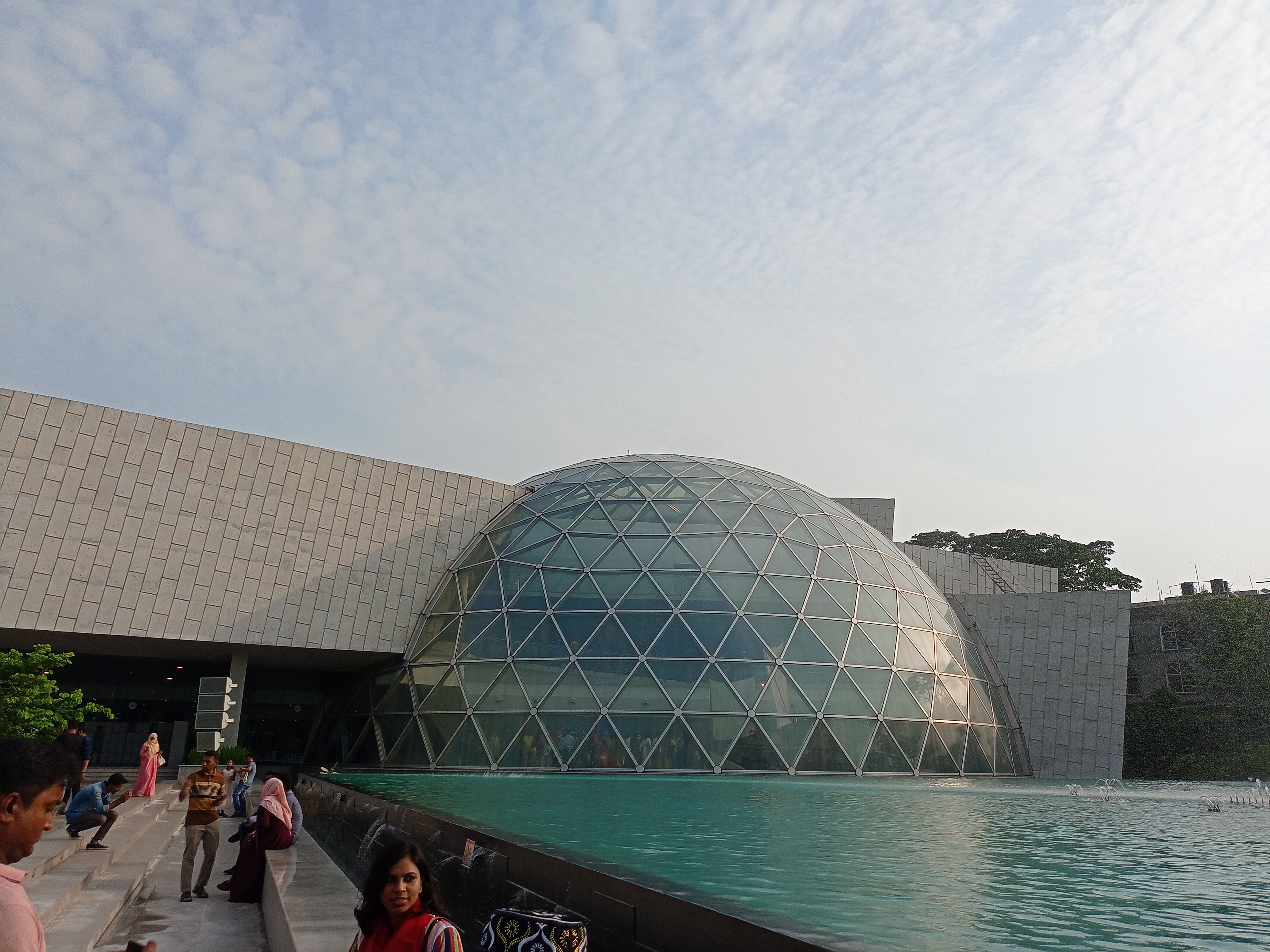
Museo militar de Bangabandhu.

### Museos y bibliotecas
El Museo de Investigación Varendra es el más antiguo de Bangladés. Alberga importantes colecciones de los periodos preislámico e islámico, como las esculturas de la escuela de arte Pala-Sena y de la civilización del valle del Indo, y manuscritos e inscripciones sánscritos, árabes y persas. El Ahsan Manzil, antigua residencia del Nawab de Dhaka, es un museo nacional que alberga colecciones del Raj británico. Fue la sede de la conferencia fundacional de la Liga Musulmana de Toda la India y acogió a muchos virreyes británicos en Dhaka.
El Museo del Palacio de Tajhat conserva objetos del rico patrimonio cultural del norte de Bengala, como esculturas hindúes-budistas y manuscritos islámicos. El Museo de Mymensingh alberga las colecciones personales de antigüedades de los aristócratas bengalíes del centro de Bengala. El Museo Etnológico de Chittagong muestra el estilo de vida de varias tribus de Bangladés. El Museo Nacional de Bangladés se encuentra en Ramna, Dacca, y posee una rica colección de antigüedades. El Museo de la Guerra de Liberación documenta la lucha de Bangladés por la independencia y el genocidio de 1971.

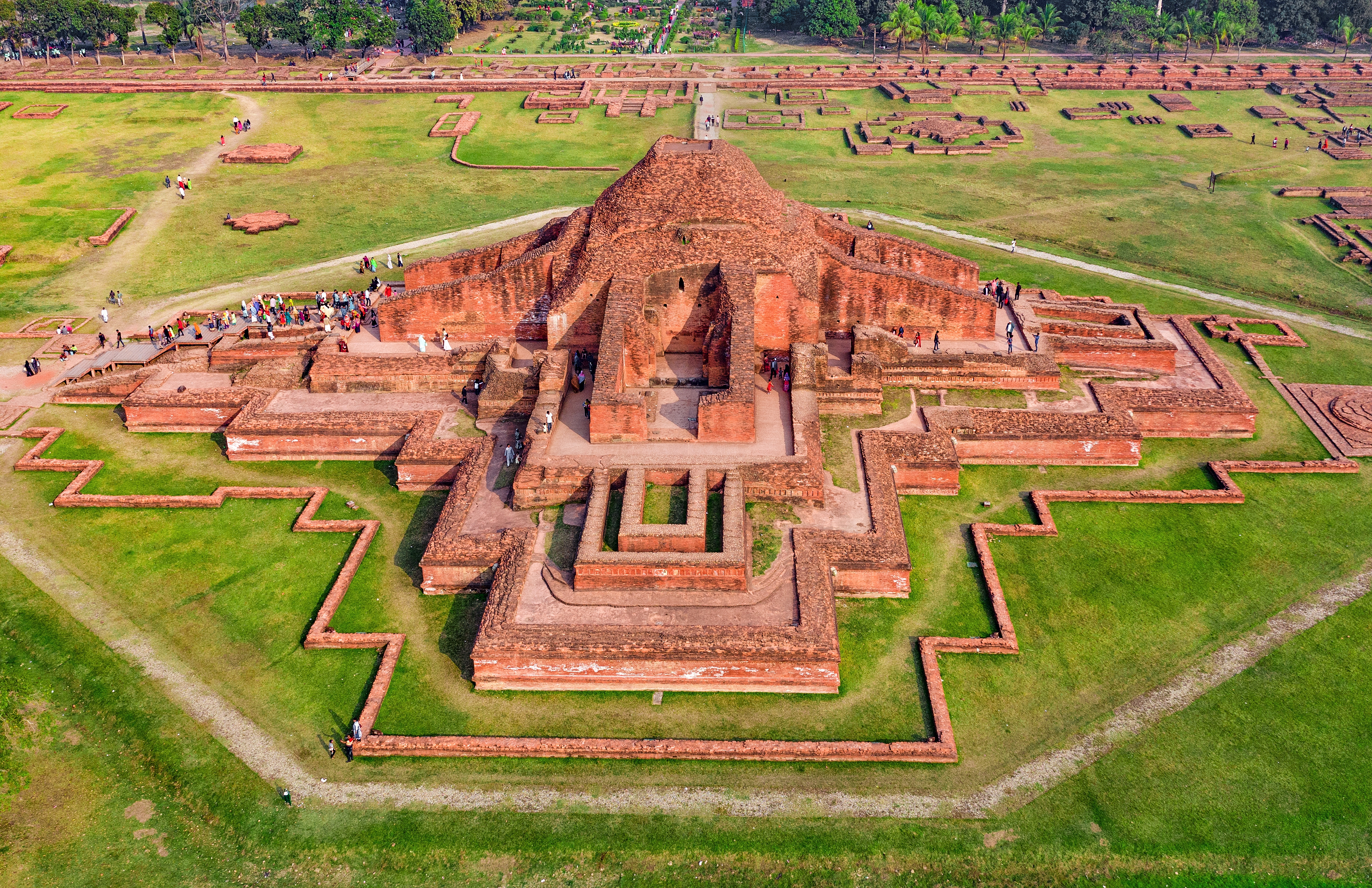
Museo arqueológico de Paharpur, ejemplo de Arquitectura budista en Bangladés y Patrimonio de la Humanidad desde 1985.

En la antigüedad, los manuscritos se escribían en hojas de palmera, cortezas de árbol, pergamino y placas de terracota, y se conservaban en monasterios conocidos como viharas. La dinastía Hussain Shahi estableció bibliotecas reales durante el sultanato de Bengala. Durante el Renacimiento de Bengala, en el siglo XIX, los zamindar crearon bibliotecas en todos los distritos de Bengala. La tendencia a crear bibliotecas continuó hasta el comienzo de la Segunda Guerra Mundial. En 1854 se abrieron cuatro grandes bibliotecas públicas: la Biblioteca Woodburn de Bogra, la Biblioteca Pública de Rangpur, la Biblioteca Pública del Instituto de Jessore y la Biblioteca Pública de Barisal.
La Biblioteca Pública Northbrook Hall se creó en Dhaka en 1882 en honor de Lord Northbrook, gobernador general. Otras bibliotecas creadas en el periodo británico fueron la Biblioteca Pública Victoria de Natore (1901), la Biblioteca Pública de Sirajganj (1882), la Biblioteca Pública de Rajshahi (1884), la Biblioteca Birchandra de Comilla (1885), la Biblioteca Pública del Instituto Shah Makhdum, Rajshahi (1891), la Biblioteca Pública del Ayuntamiento de Noakhali (1896), la Biblioteca Prize Memorial, Sylhet (1897), la Biblioteca Pública del Municipio de Chittagong (1904) y la Biblioteca de Investigación Varendra (1910). En 1925 se creó la Asociación de Bibliotecas de la Gran Bengala. En 1959 se creó la Biblioteca Pública Central de Dhaka. La Biblioteca Nacional de Bangladés se creó en 1972. El Centro de Literatura Mundial, fundado por Abdullah Abu Sayeed, ganador del Premio Ramón Magsaysay, destaca por gestionar numerosas bibliotecas móviles por todo Bangladés y fue galardonado con la Medalla Jon, Amos Comenius, de la UNESCO.

## Deportes

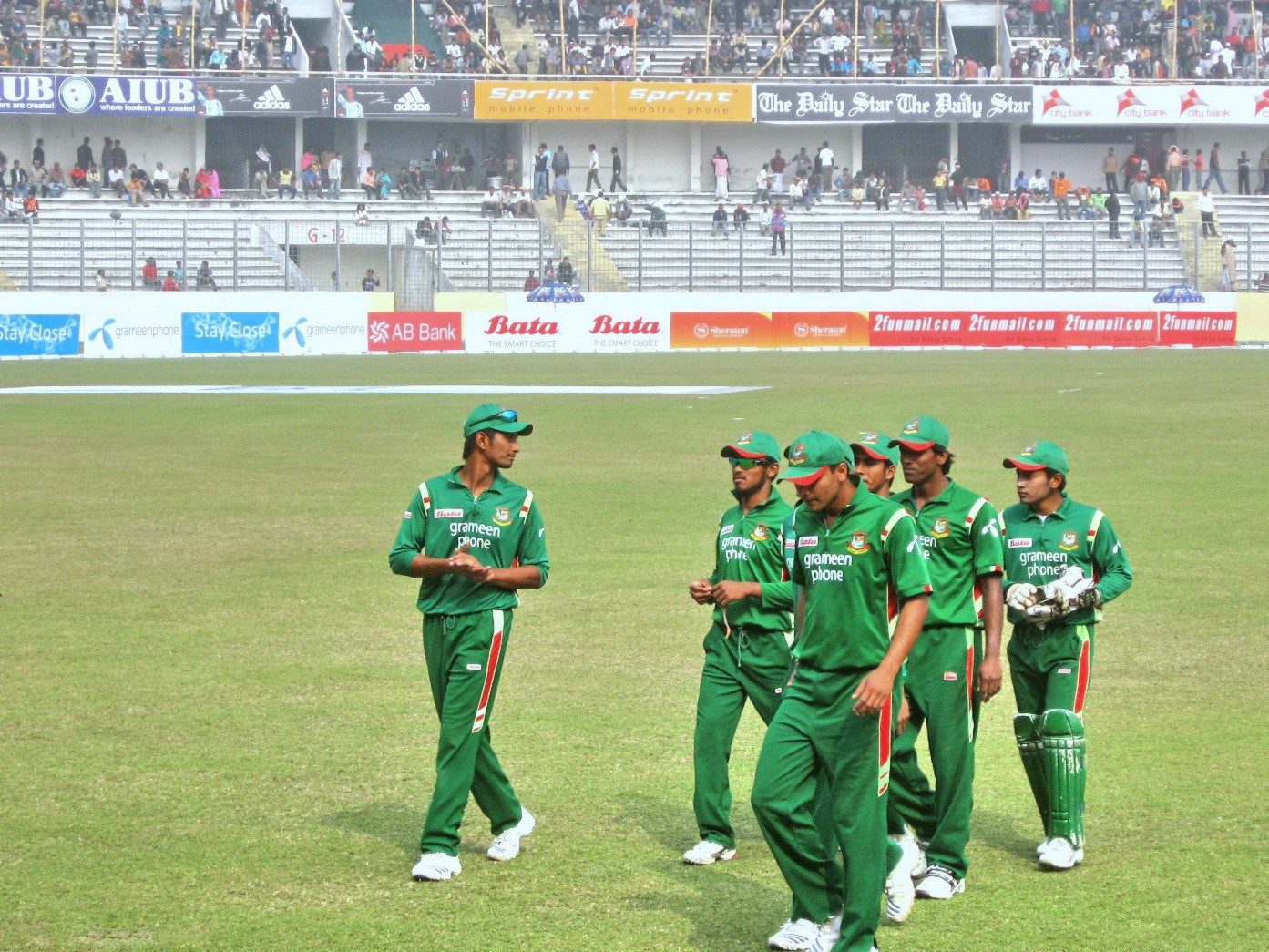
Selección de críquet de Bangladés tras el término de un partido.

El kabbadi es el deporte nacional, aunque el críquet es más popular, seguido de cerca por el fútbol. El equipo nacional de críquet participó por primera vez en un campeonato mundial en 1999. Desde entonces, han derrotado a otros equipos que son potencia en este deporte, incluyendo a Pakistán, Escocia, Australia, Nueva Zelanda, Sri Lanka, las Antillas, Sudáfrica y la India. Por su parte, la selección de fútbol de Bangladés tanto la femenina como la masculina, nunca ha logrado clasificarse dentro de un mundial. Bangladés ha participado en siete ocasiones en los Juegos Olímpicos, sin obtener ninguna medalla.
Otros deportes populares son el hockey sobre hierba, el tenis, el bádminton, el balonmano, el voleibol, el ajedrez, los deportes de tiro y los juegos de carrom. La Junta Deportiva de Bangladés regula las veintinueve federaciones deportivas diferentes. En 2011, el país fue el anfitrión de la Copa Mundial de Críquet conjuntamente con la India y Sri Lanka.
Su selección de fútbol, en cambio, es actualmente una de las peores de Asia, aunque en su historia ha tenido grandes logros, como haber clasificado a la Copa Asiática 1980, su única clasificación hasta el momento, o la obtención del Copa Dorada de la SAFF 2003. Dentro del país, existe la Liga Premier de Bangladés, que fue fundada en 2007 y el equipo más ganador es el Abahani Limited Dhaka, con 7 títulos.
Debido al bajo nivel de la selección de fútbol de su país, muchos bangladesís apoyan a selecciones de otras naciones, como es el caso de Argentina; esto, también en parte, por las diferencias que ambos países mantienen con el Reino Unido. El fanatismo hacia la Albiceleste se vio reflejado en varias oportunidades, como cuándo Argentina ganó la Copa América 2021 o la Copa Mundial de Fútbol de 2022, donde miles de personas salieron a festejar en las calles. Además, tienen un gran fanatismo por Lionel Messi y Diego Maradona, las máximas leyendas del fútbol argentino.